# Biserica fortificată din Cobor

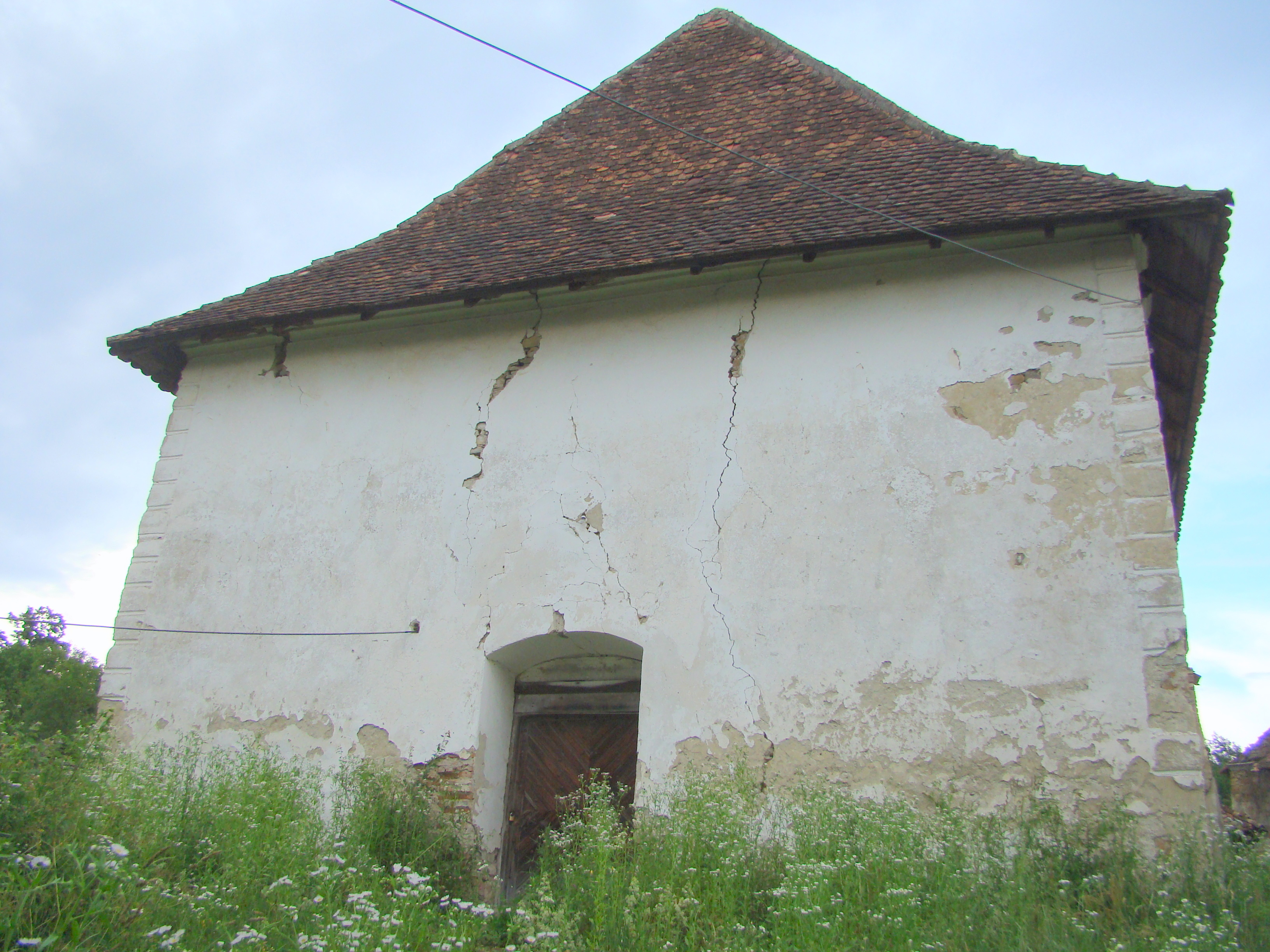
Biserica fortificată din satul Cobor, comuna Ticuș, județul Brașov, foto: iunie 2019.

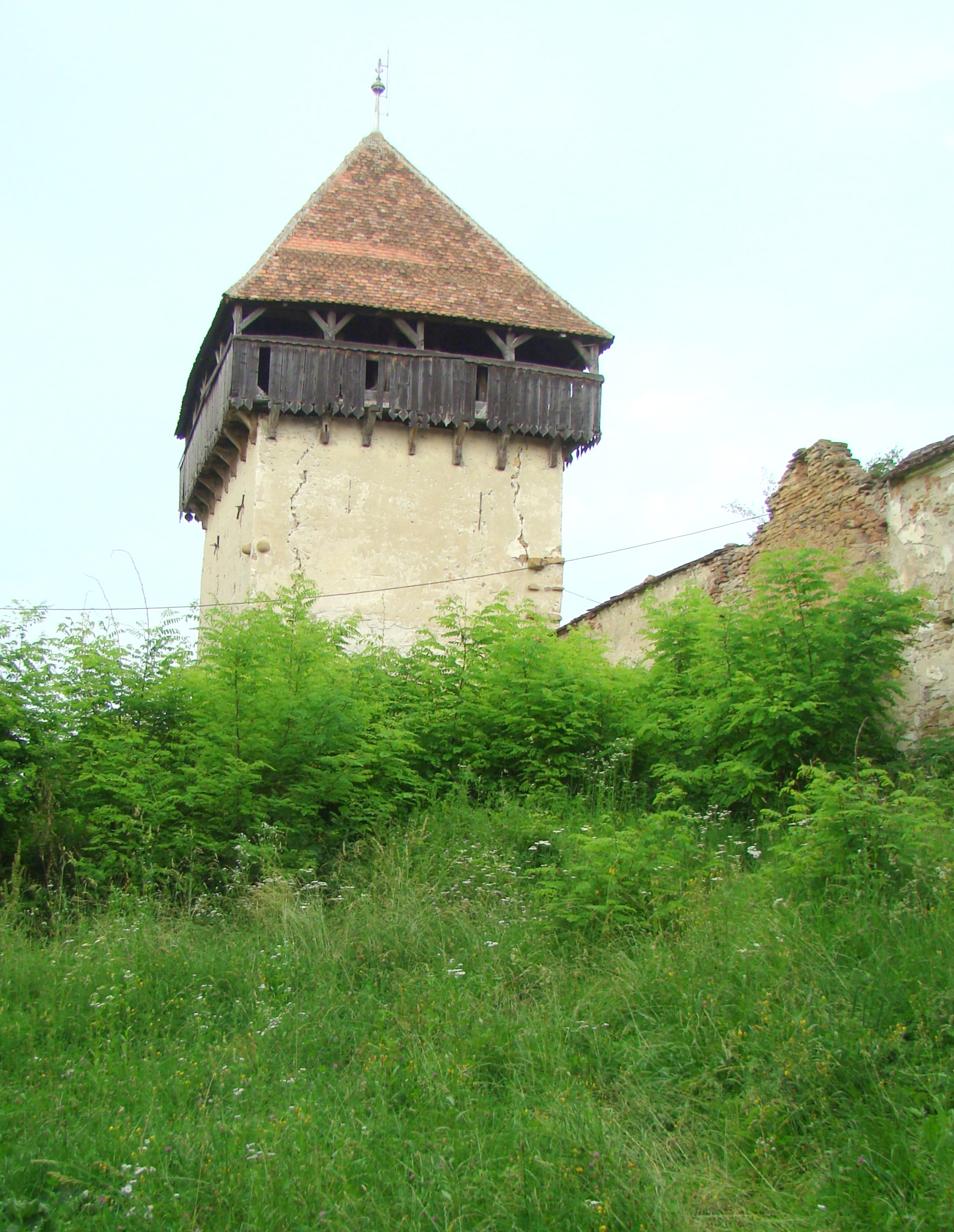
Turnul nord-vestic (turnul clopotniță)

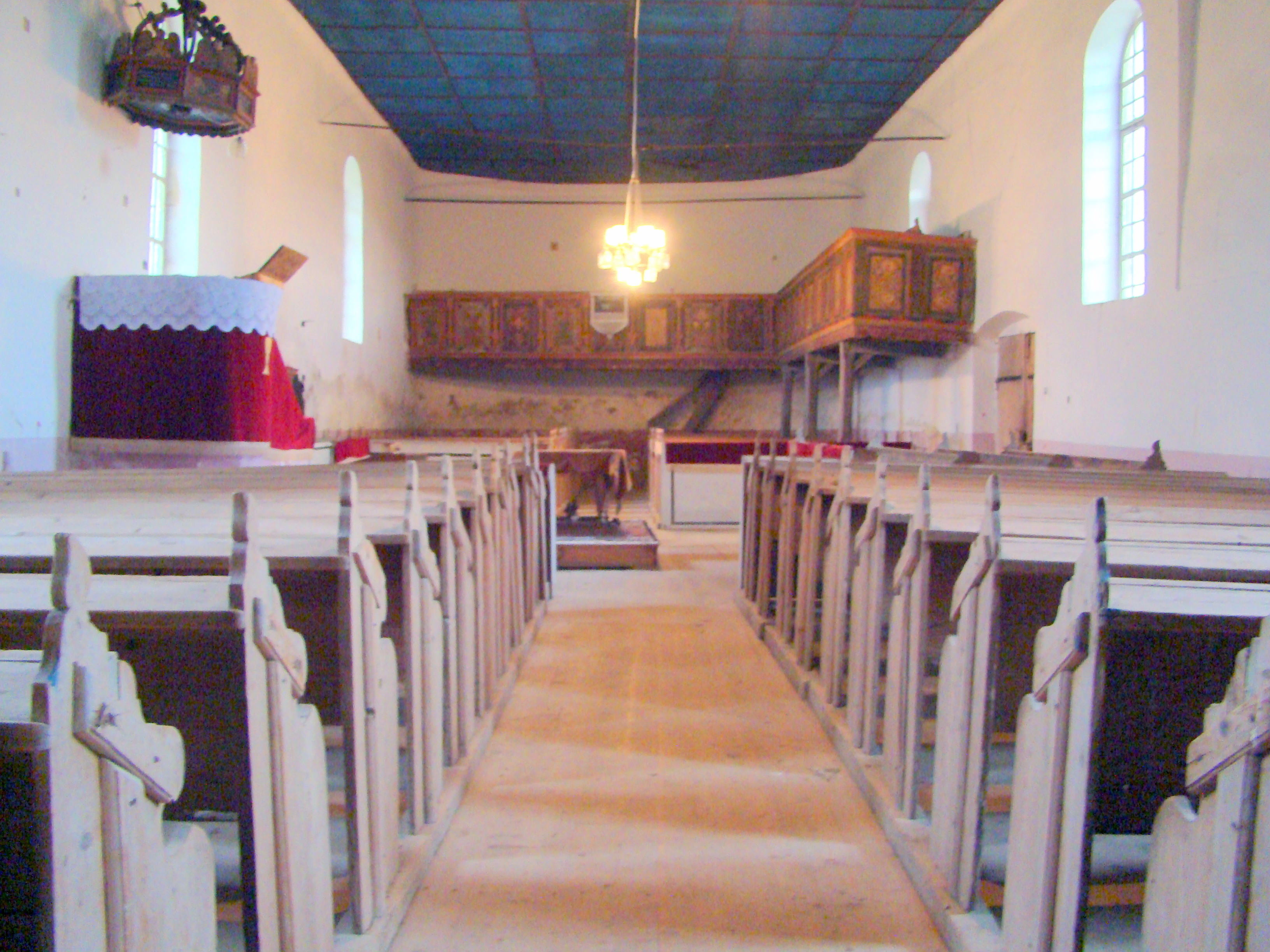
Interiorul bisericii dinspre vest

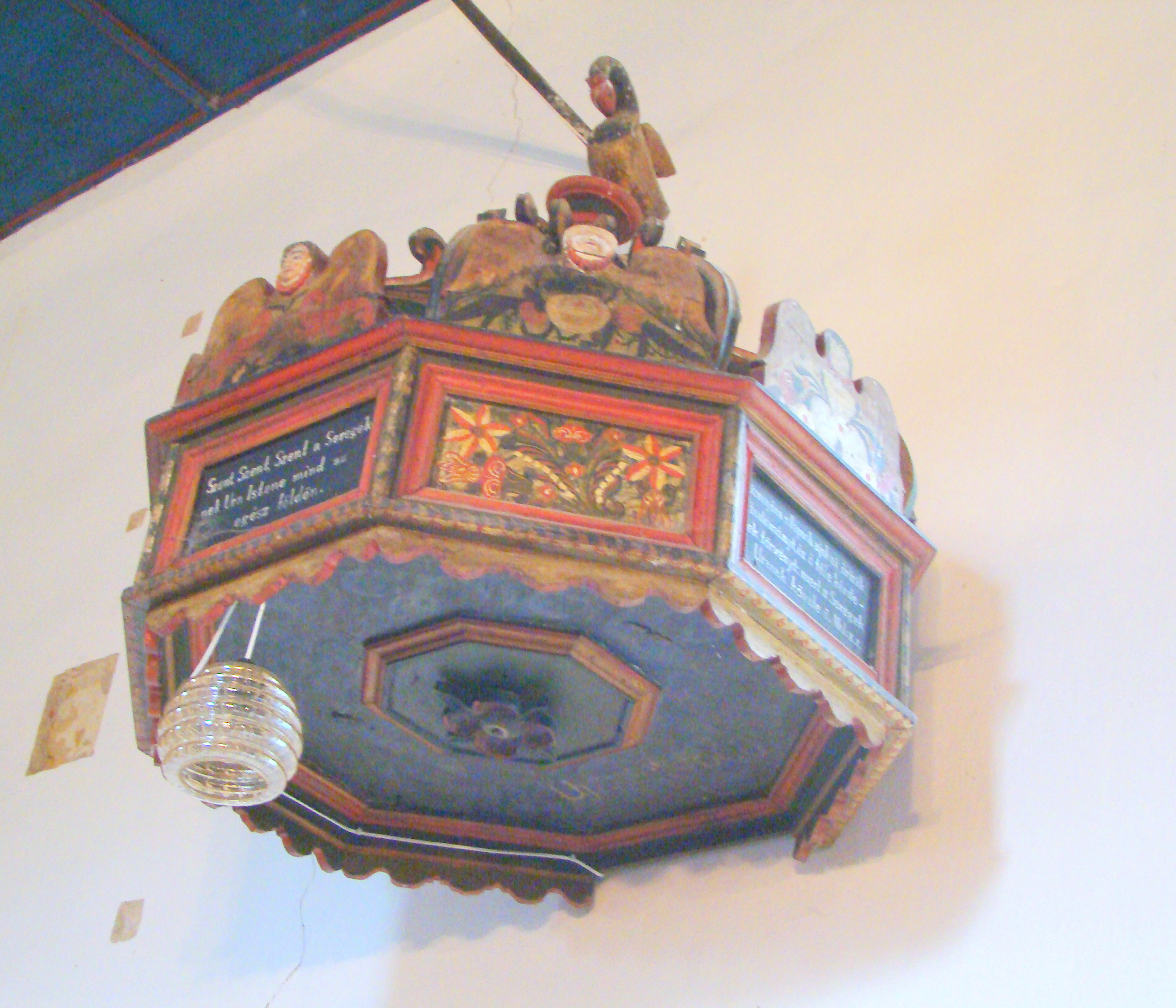
Coronamentul amvonului

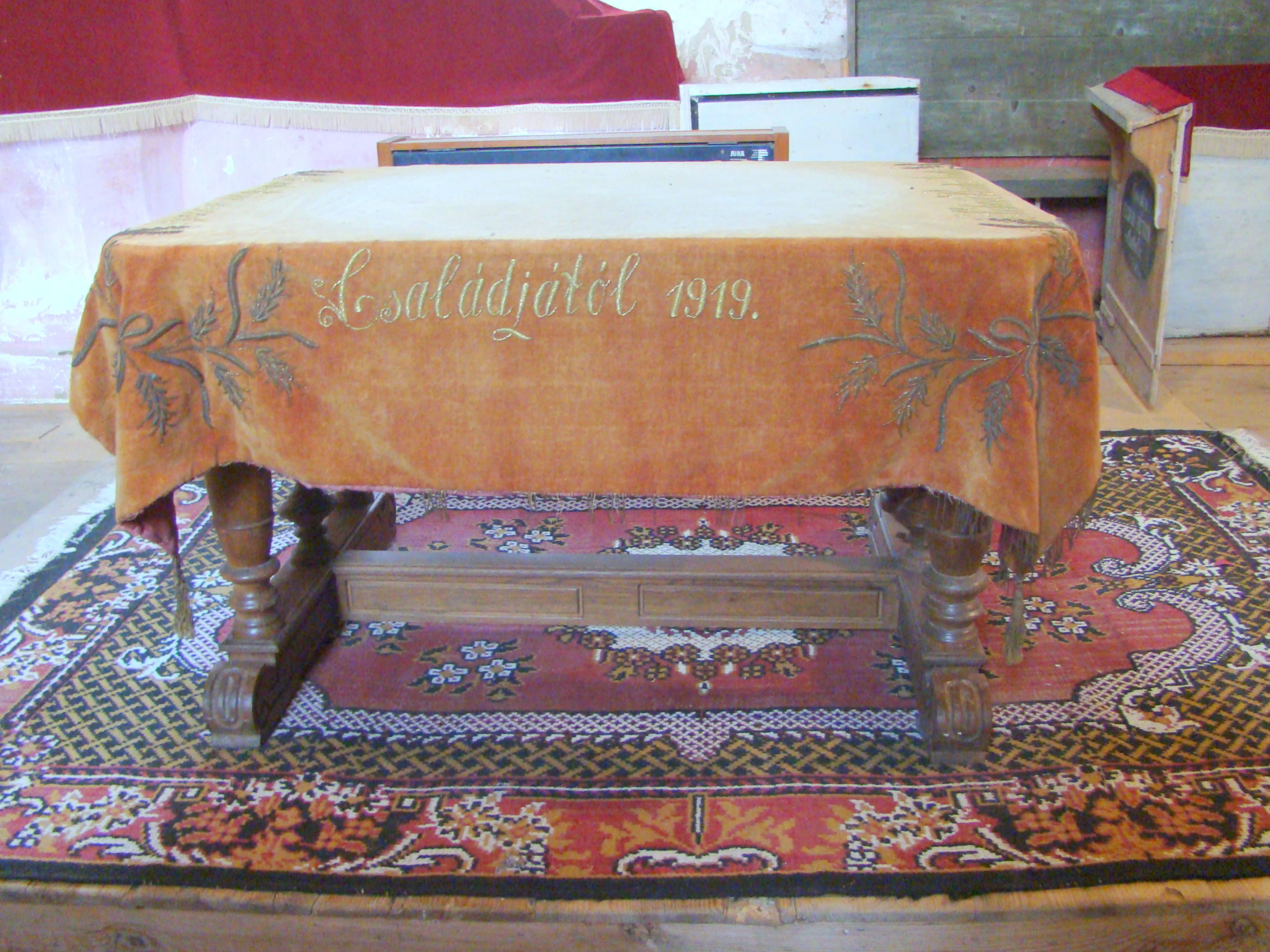
Masa Domnului

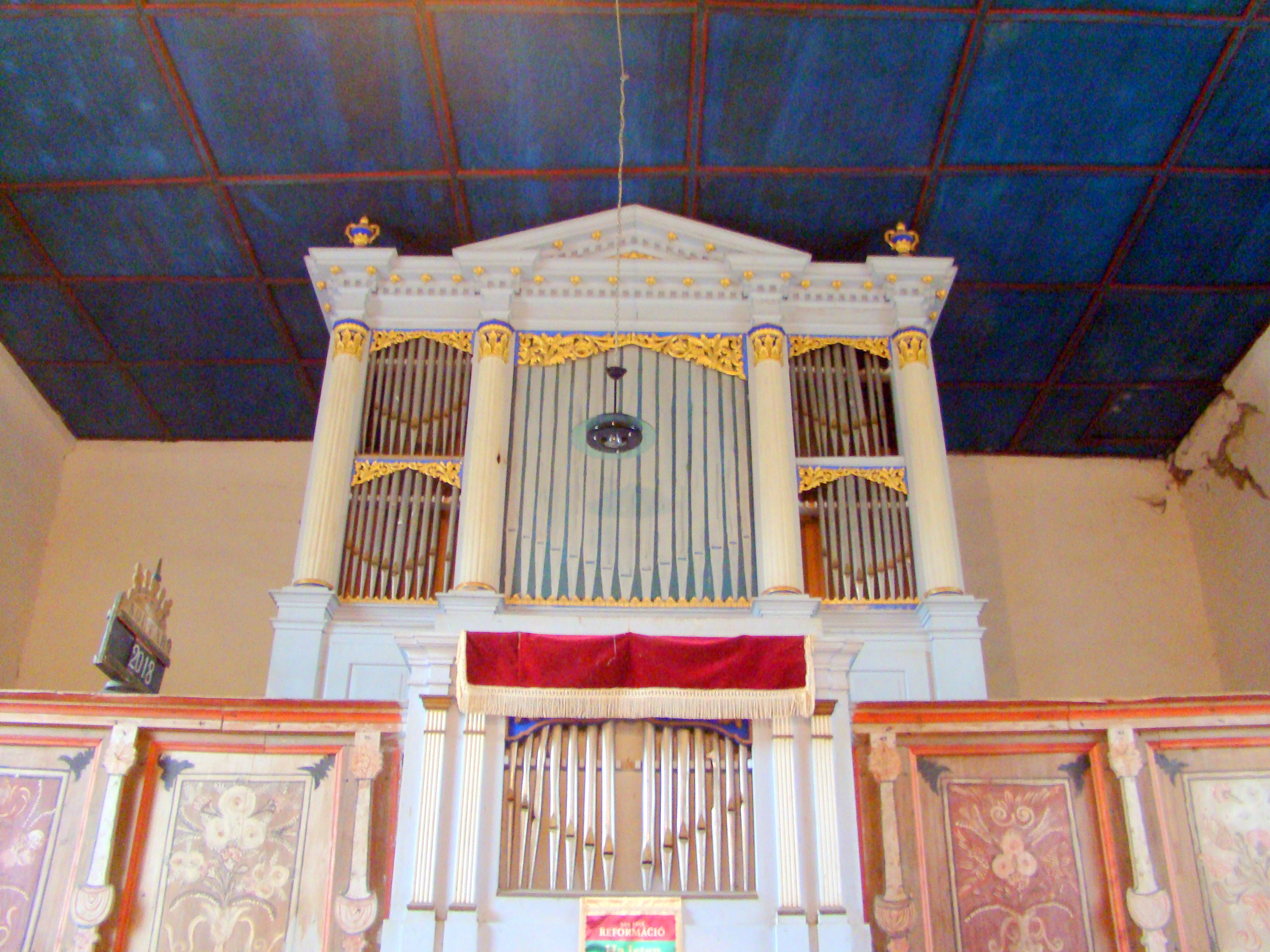
Orga bisericii

Biserica fortificată din satul Cobor, comuna Ticuș, județul Brașov, a fost construită în secolul XV. Aparține parohiei reformate. Ansamblul bisericii reformate fortificate din Cobor este înregistrat în lista monumentelor istorice a județului Brașov sub cod LMI BV-II-a-B-11640, având două obiective principale:
- Biserica reformată, sec. XV - XIX, sub cod LMI BV-II-m-B-11640.01;
- Incinta fortificată cu două turnuri, sec. XVI - XIX, sub cod LMI BV-II-m-B-11640.02.

## Localitatea
Cobor, mai demult Covor (în dialectul săsesc Kîwern, Kuivern, Kuevern, în germană Kiwern, Küwern, Buchorn, în maghiară Kóbor), este un sat în comuna Ticuș din județul Brașov, Transilvania, România. Satul este situat în apropierea Văii Hârtibaciului, în valea Pârâului Ticuș, la 21 kn NE de orașul Făgăraș. Este cea mai veche localitate atestată documentar a județului Brașov, prima mențiune fiind din 1206, sub numele de „Villa Cowrnh”. În perioada medievală era parte componentă a scaunului administrativ săsesc al Rupei. Localitatea săsească a fost pustiită în anii 1529-1530, fiind repopulată cu secui din scaunul Odorhei. În secolele XVII-XVIII era singura comunitate reformată din scaunul Rupea.

## Biserica
Biserica reformată fortificată este situată pe o colină din marginea estică a localității.
Biserica este înconjurată de un zid de incintă, cu plan dreptunghiular, parțial ruinat, cu două turnuri de apărare păstrate pe laturile NV și SE. Turnul NV, cu foișor de lemn, adăpostește clopotele. Asemenea bisericii, zidurile de incintă și turnurile de apărare au fost realizate integral din piatră, cărămida fiind utilizată sporadic, de exemplu la gurile de tragere ale turnului SE.
Clădirea bisericii are un plan dreptunghiular, cu o absidă poligonală, fără decroș. Pe latura nordică și sudică zidurile sunt sprijinite de câte un contrafort. Zidăria bisericii este realizată aproape integral din piatră spartă, piatră de râu. Cornișa superioară, arcurile ferestrelor și porticul sudic au fost realizate din
cărămidă.
Interiorul bisericii este luminat de câte trei ferestre, de dimensiuni mari, pe latura sudică și nordică. Pe laturile estică și vestică sunt două empore de lemn, cu balustradele pictate. Empora vestică adăpostește orga. Interiorul bisericii are un tavan casetat de lemn, de culoare albastră. Tavanul original a fost acoperit cu plăci de PFL, sub care s-a păstrat însă tavanul vechi.

## Starea de conservare
Întreg ansamblul este în stare avansată de deteriorare. Deteriorarea este cauzată în primul rând de lipsa întreținerii, și de problemele structurale ale zidurilor bisericii. La nivelul învelitorii se observă lacune, lipsa unor țigle care a cauzat infiltrații și apariție de atac biologic (ciupercă) la nivelul podului. Lipsa țiglelor a deteriorat acoperișul turnului sud-estic, zona superioară fiind complet fără țigle. Un alt factor de deteriorare este tencuiala de ciment aplicată în zona inferioară a zidurilor. În aceste zone se observă o concentrație mare de umiditate capilară în ziduri. Pe suprafața zidului nordic, sudic și vestic se observă crăpături perpendiculare și diagonale, de origine structurală. De asemenea se
observă crăpături structurale pe zidul turnurilor NV și SE.
Restauratorul a făcut următoarele propuneri în atenția proiectantului și a proprietarului:
-Repararea învelitorii bisericii și a turnului sud-estic, completarea țiglelor, direcționarea apelor pluviale de la baza zidurilor. Salvarea clădirilor anexe din incintă. (latura vestică)
-Îndepărtarea tencuielilor de ciment până la limita marcată de către noi. Zidurile vor fi lăsate netencuite, cel puțin 4-5 luni, pentru uscarea lor.
-Tencuielile deteriorate fără valoare istorică pot fi îndepărtate, totodată suprafețele de tencuieli aflate în stare bună de conservare vor fi păstrate.
-Retencuirea se va executa cu mortare de var fără ciment (1 unitate var pastă+3 unități de nisip de granulație medie). Suprafața tencuielii trebuie tratată asemenea suprafețelor originale.
-Pentru zugrăveala interioară și exterioară propunem lapte de var (pastă de var diluată în consistența laptelui) aplicat cu bidineaua. Pentru cromatică propunem o nuanță de alb-gălbui sau alb.

## Vezi și
- Cobor, Brașov
- Biserici fortificate din Transilvania

## Imagini din exterior

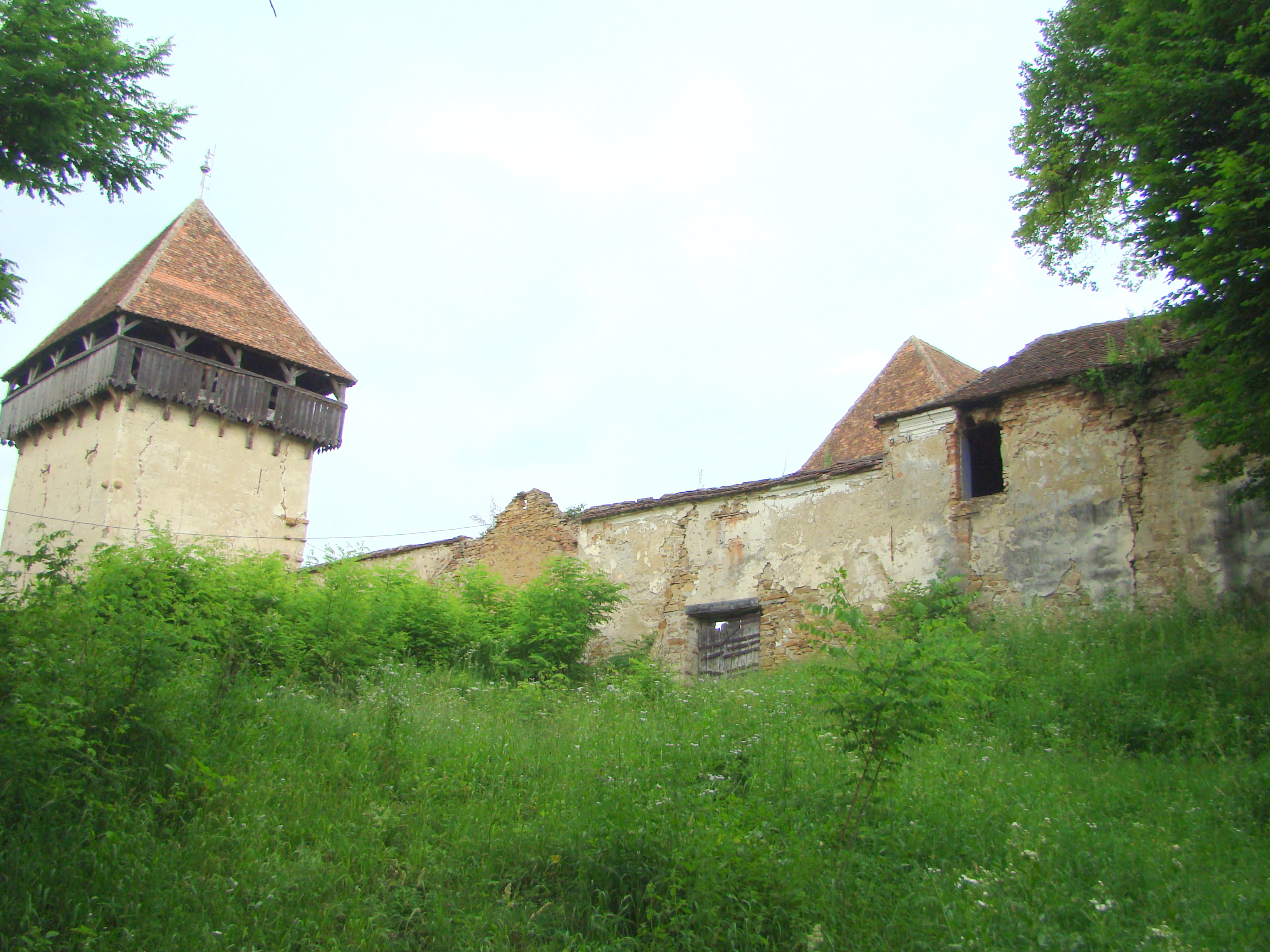
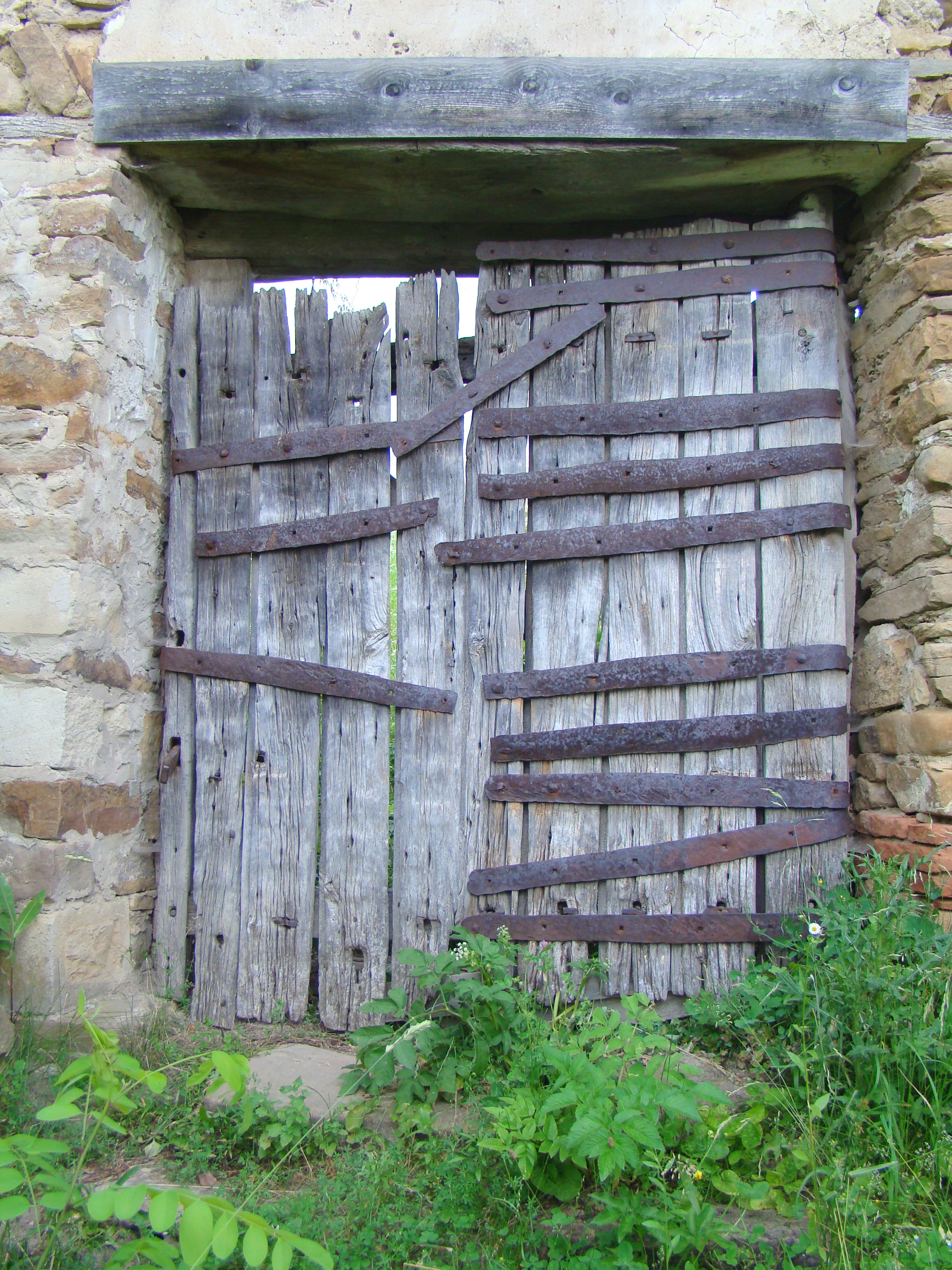
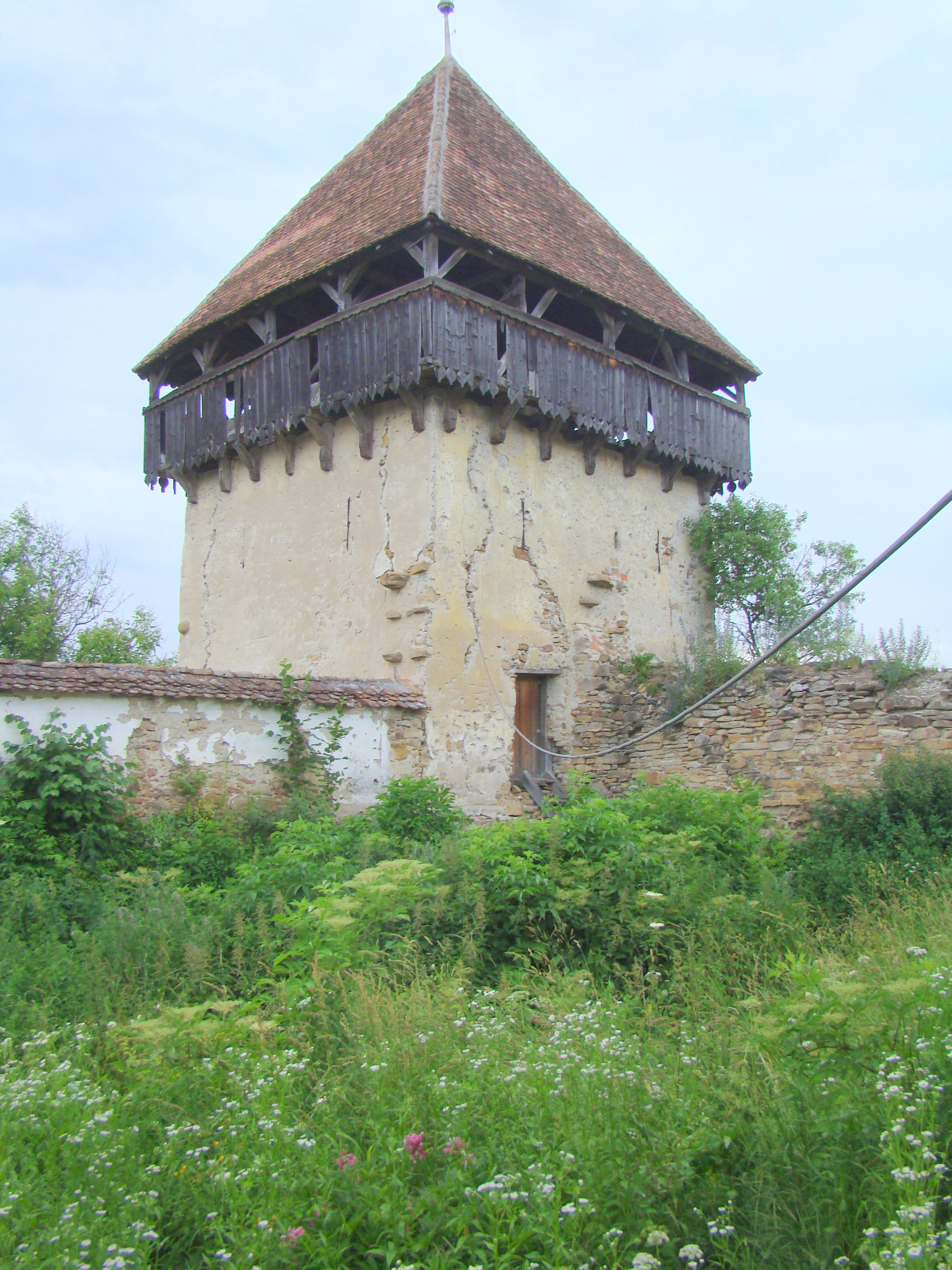
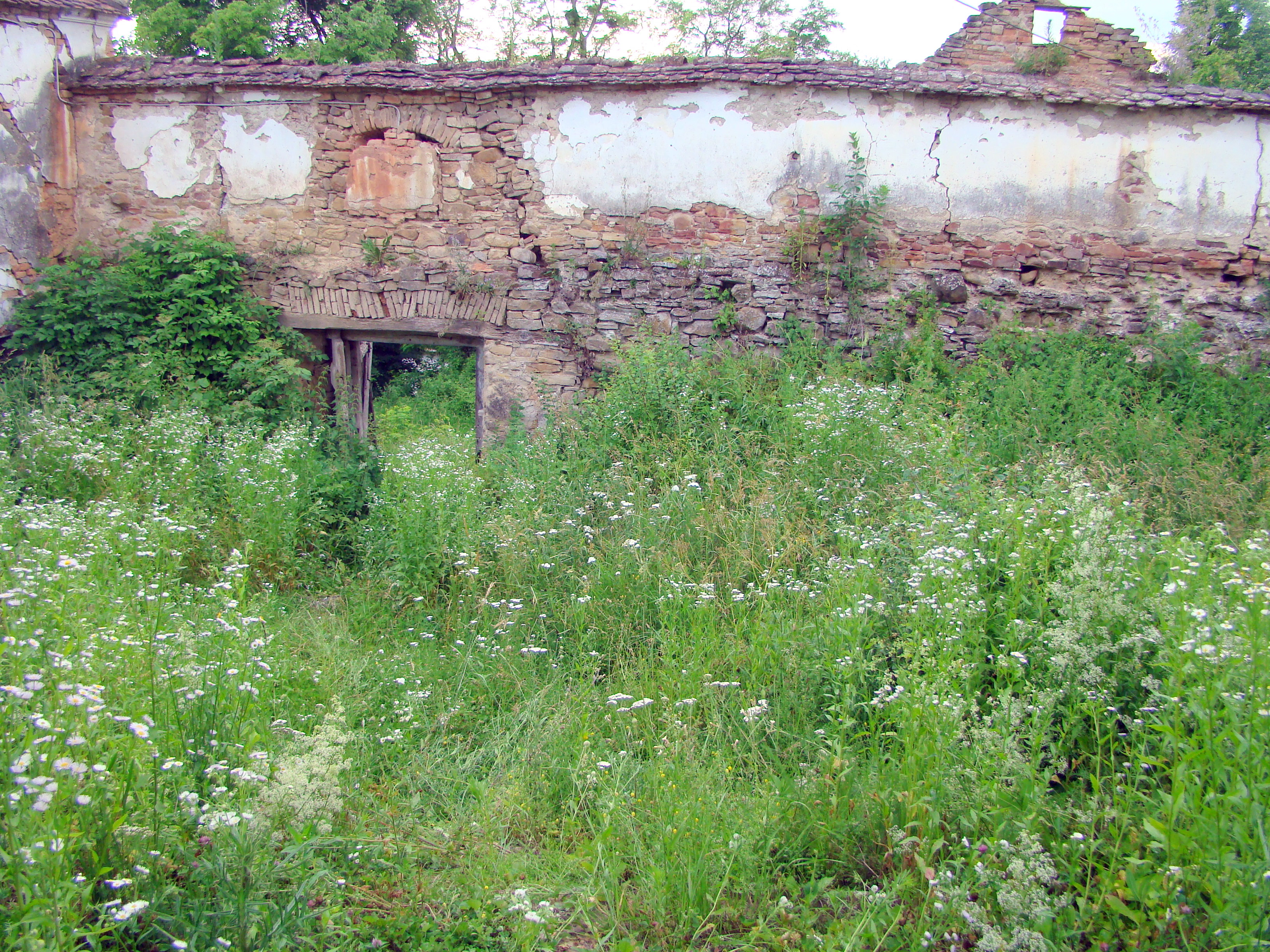
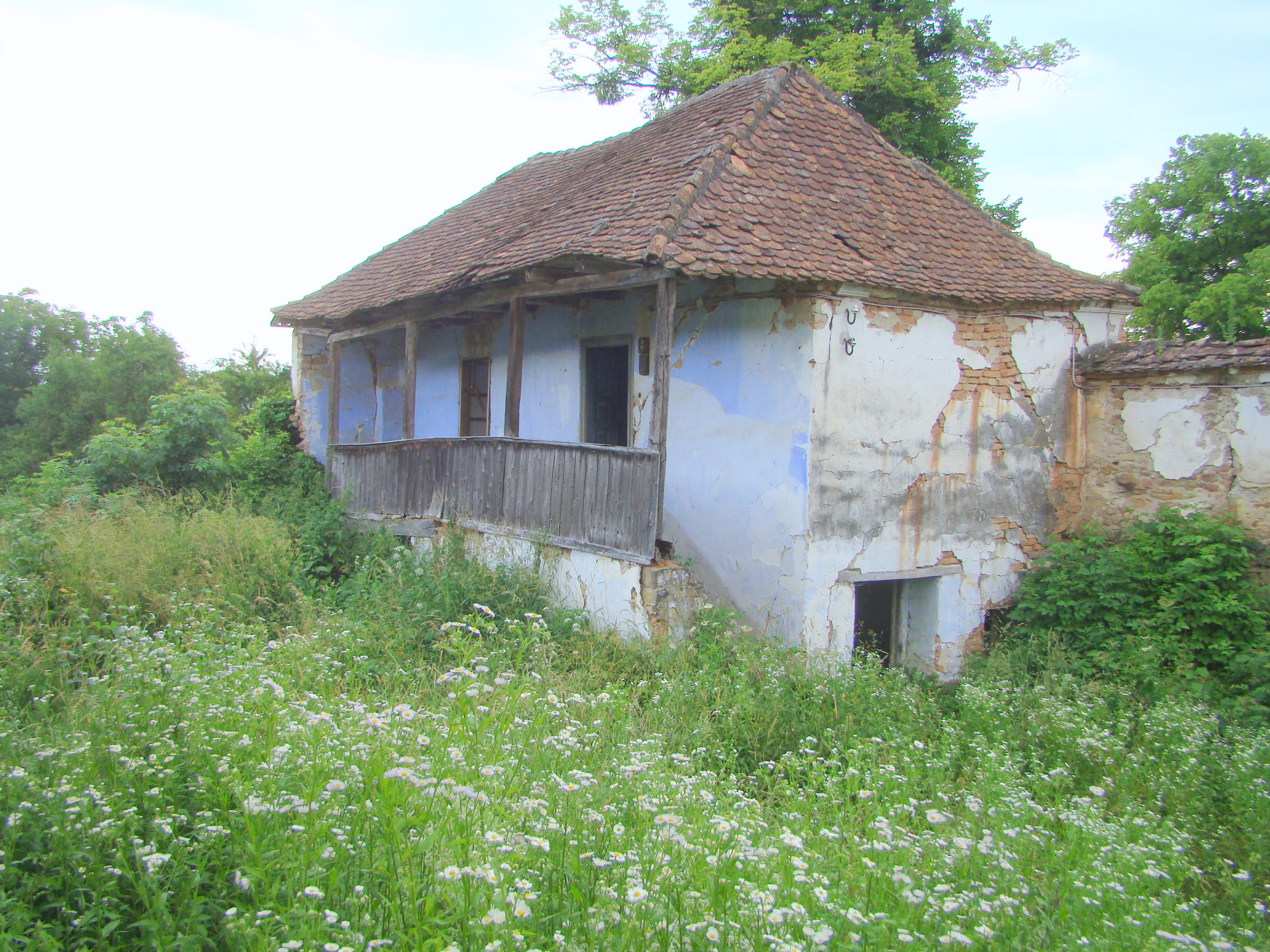
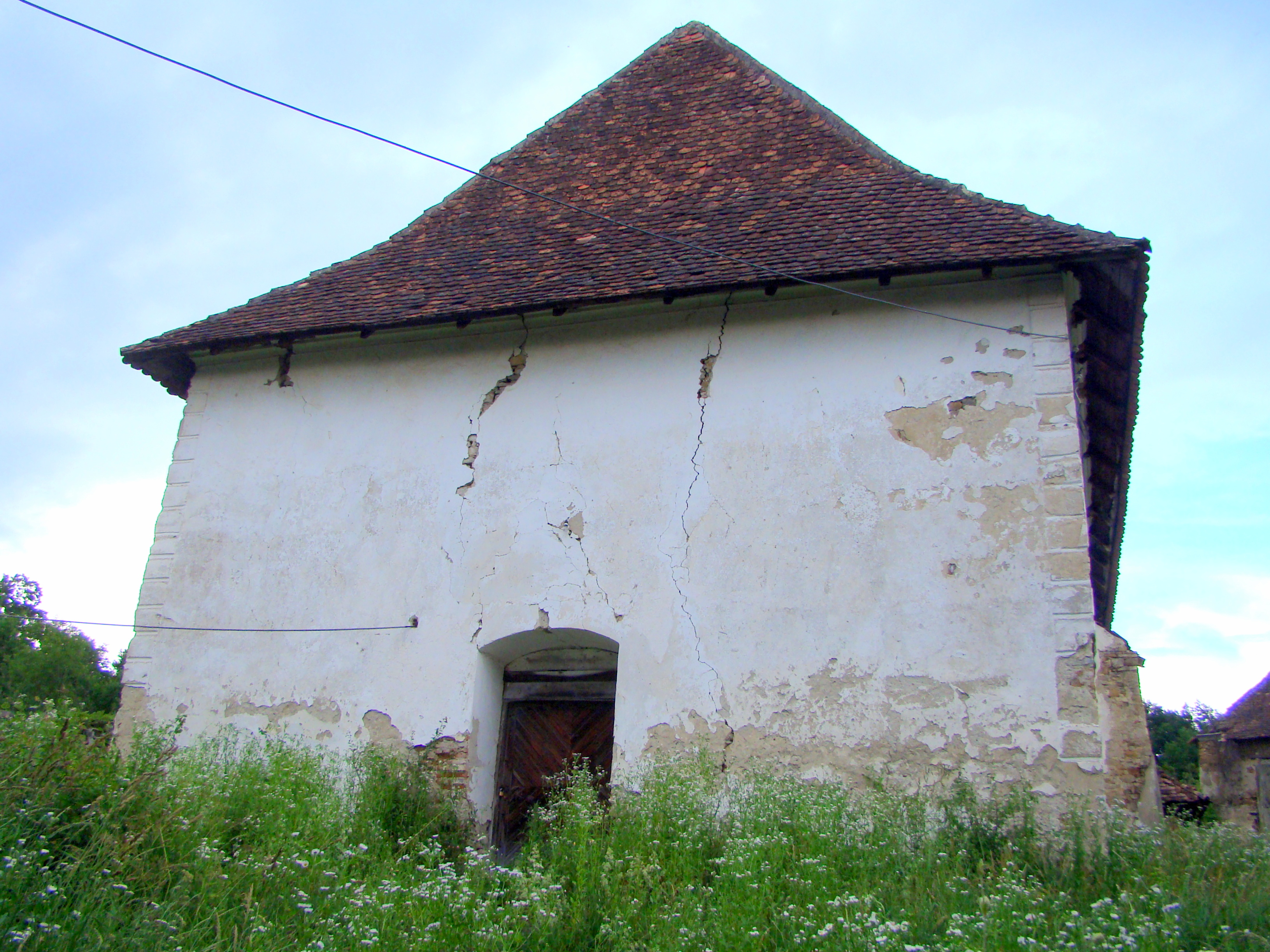
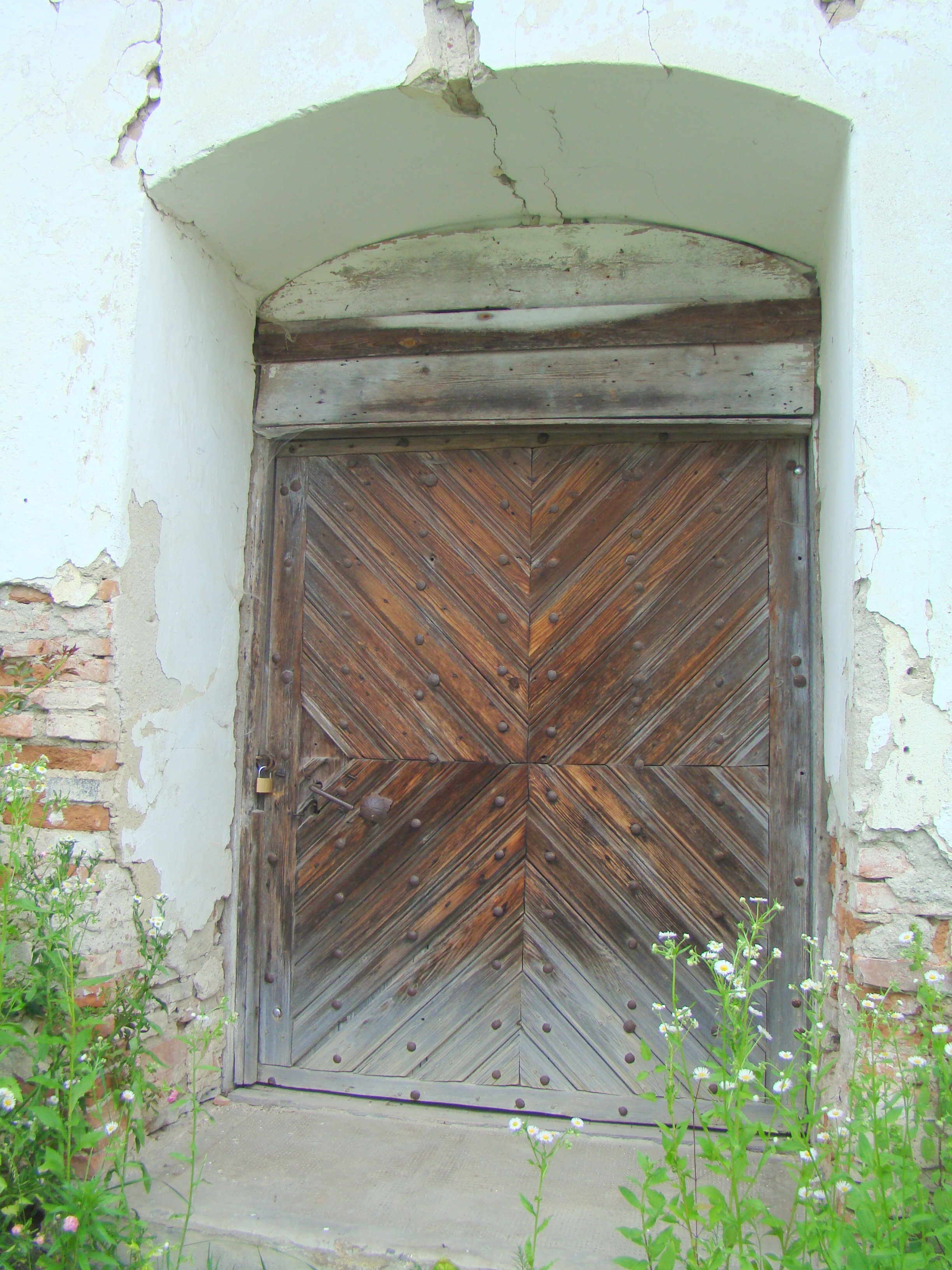
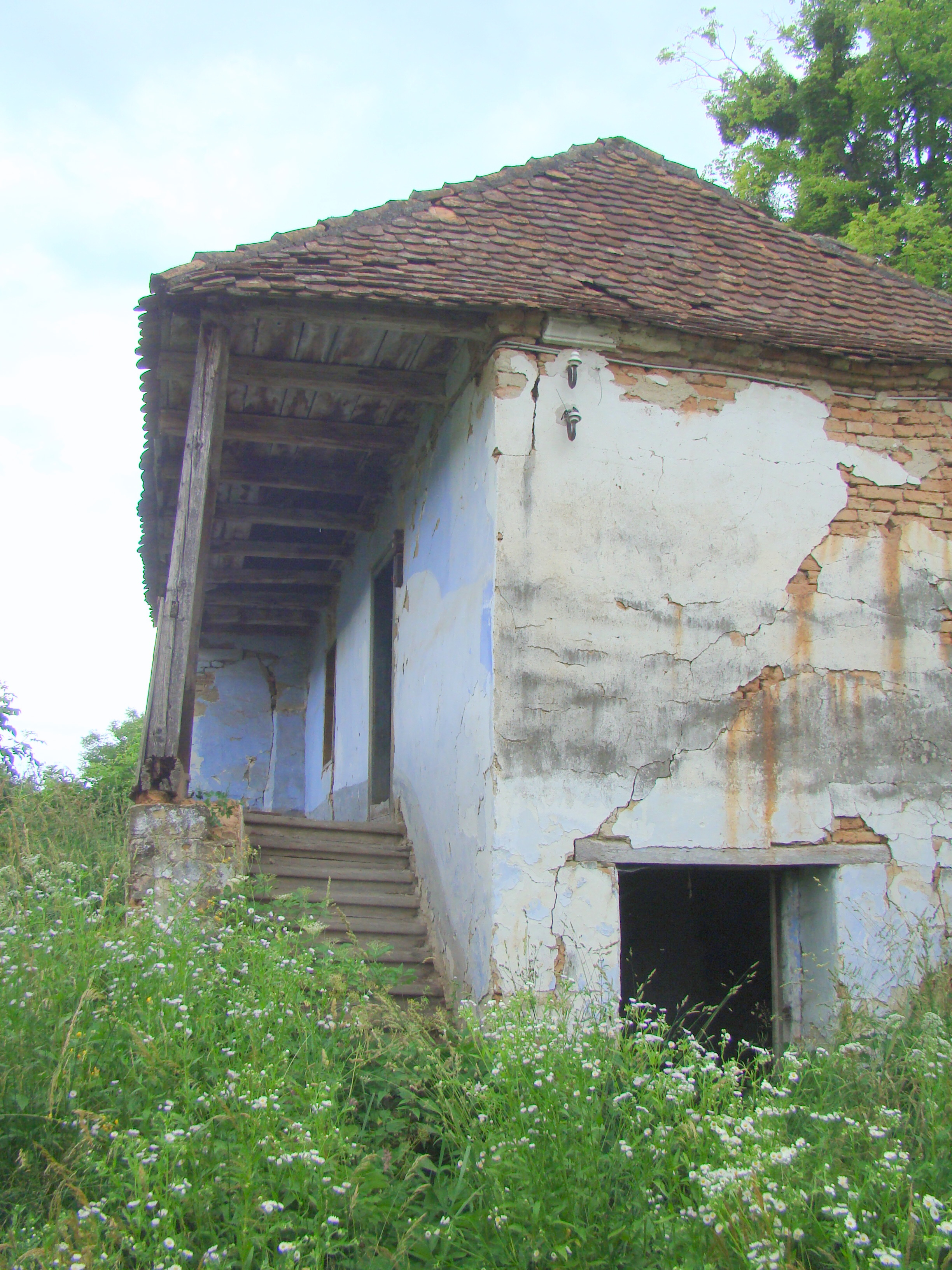
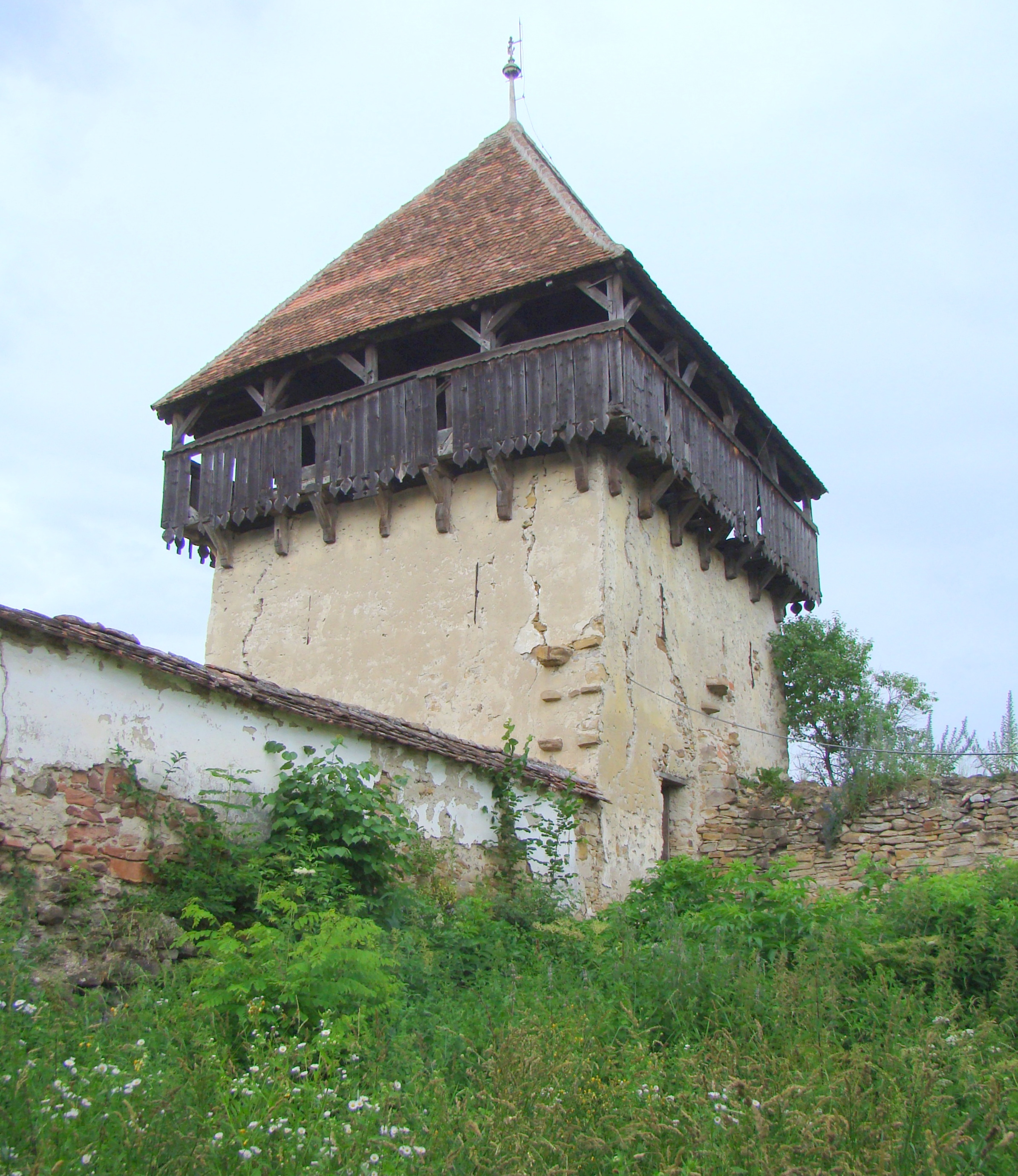
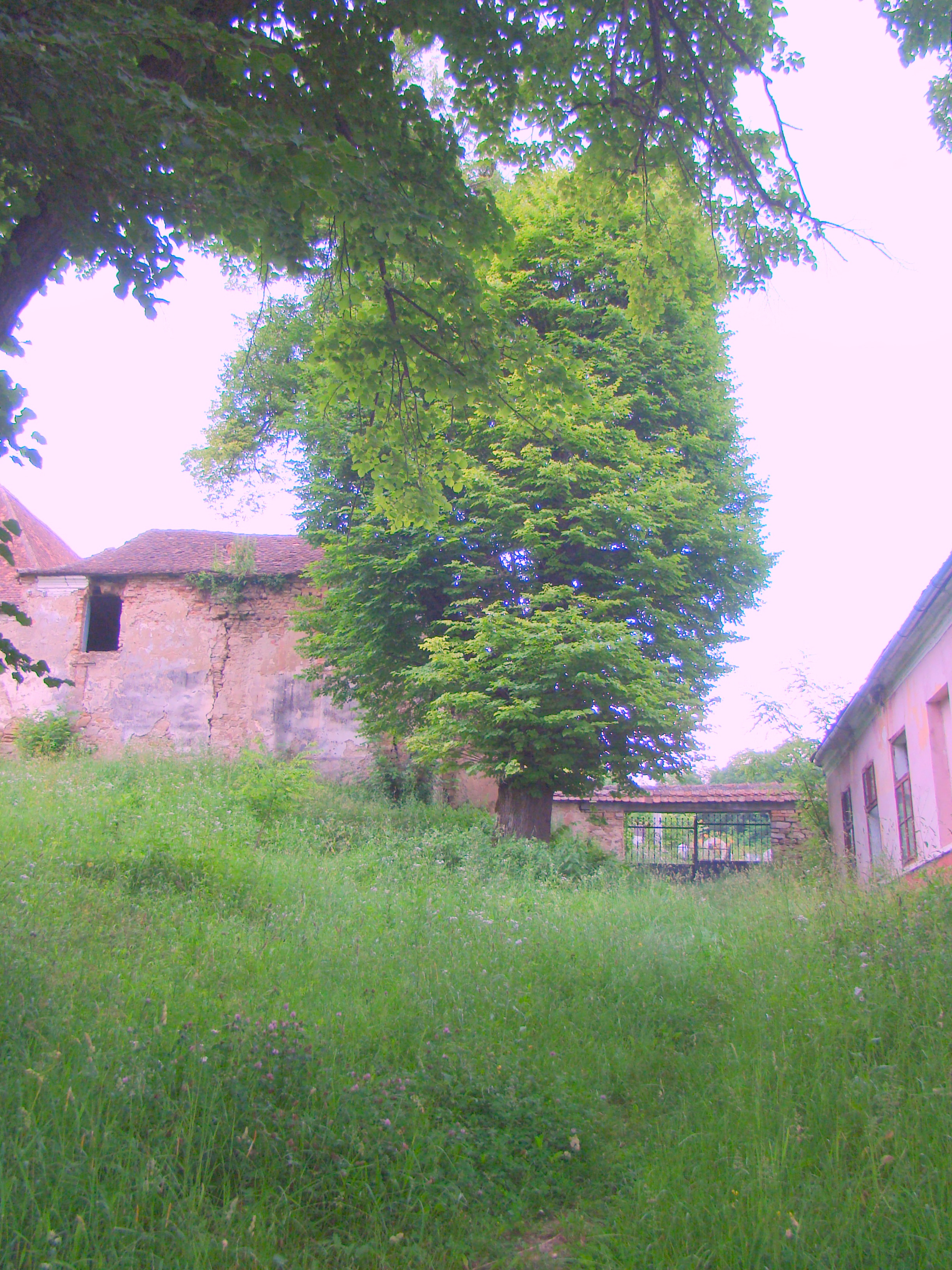

## Imagini din interior

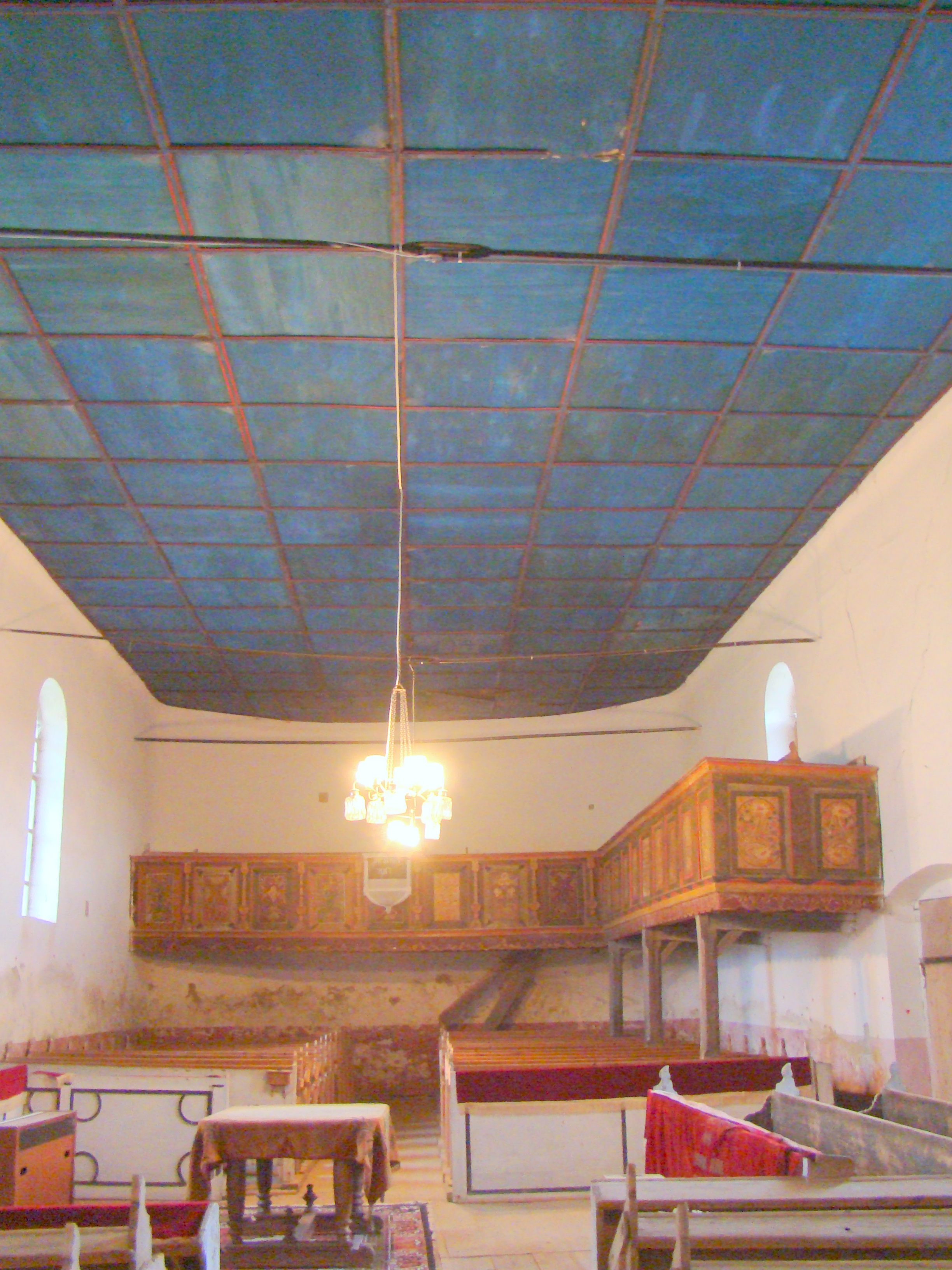
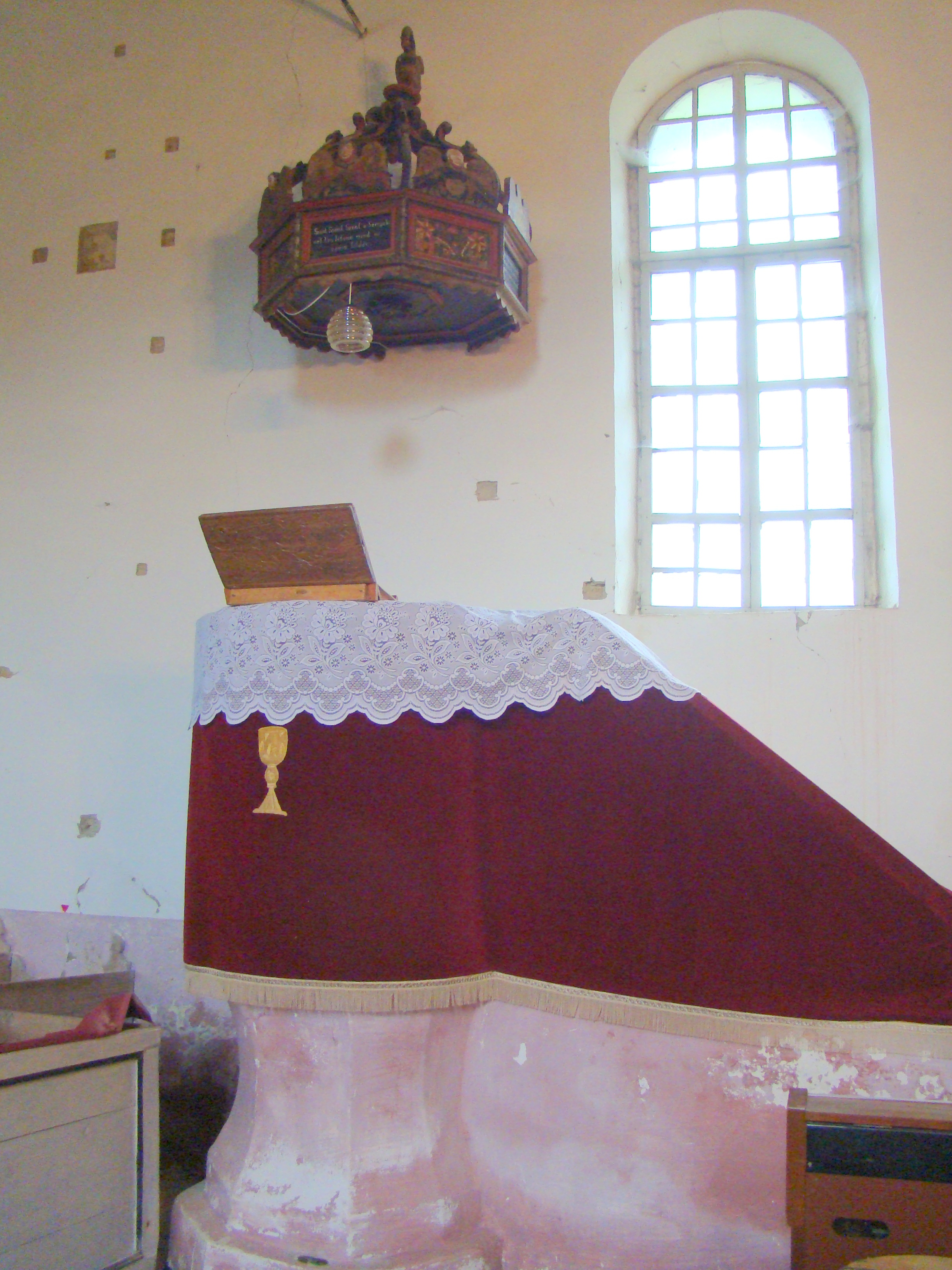
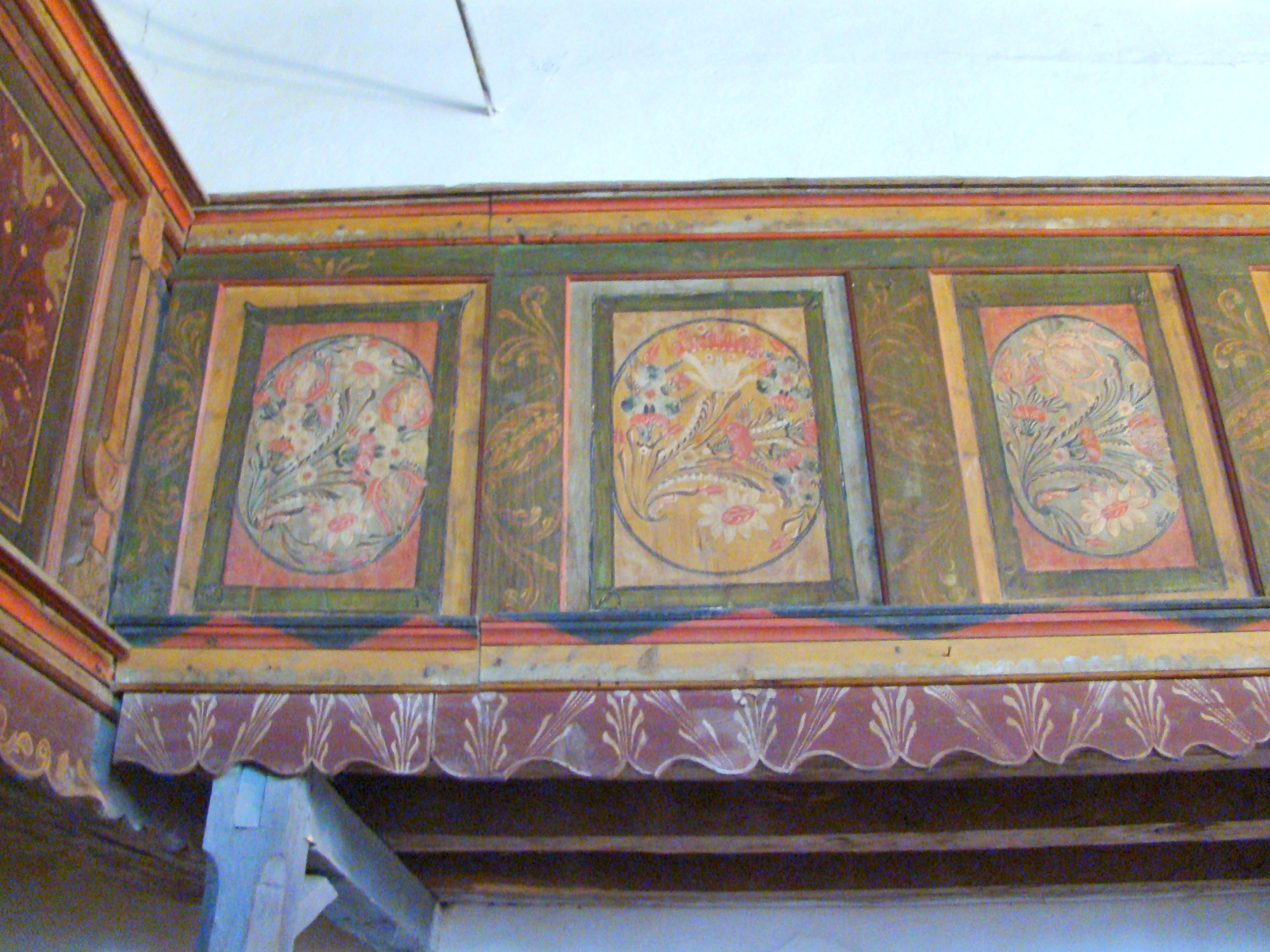
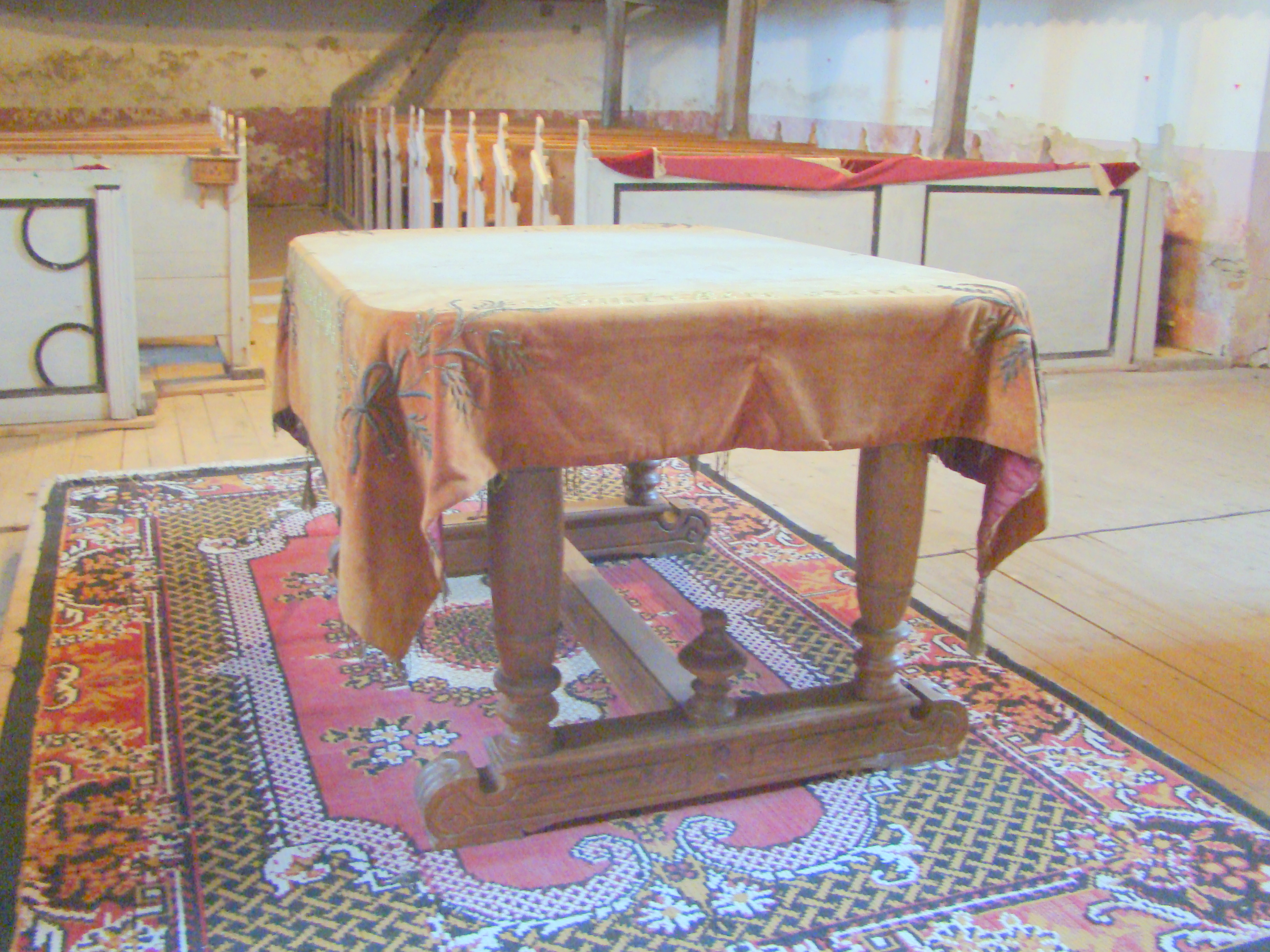
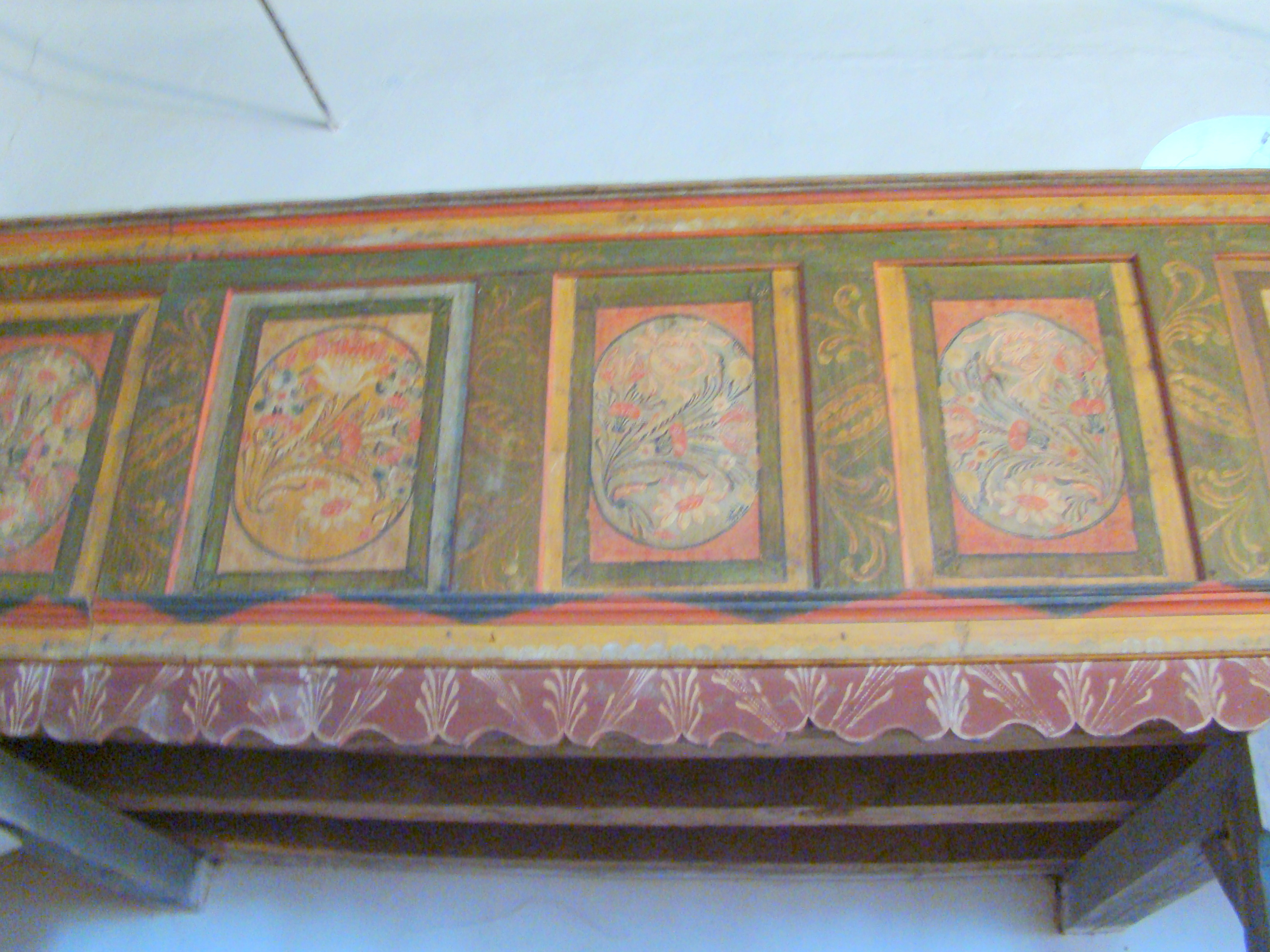
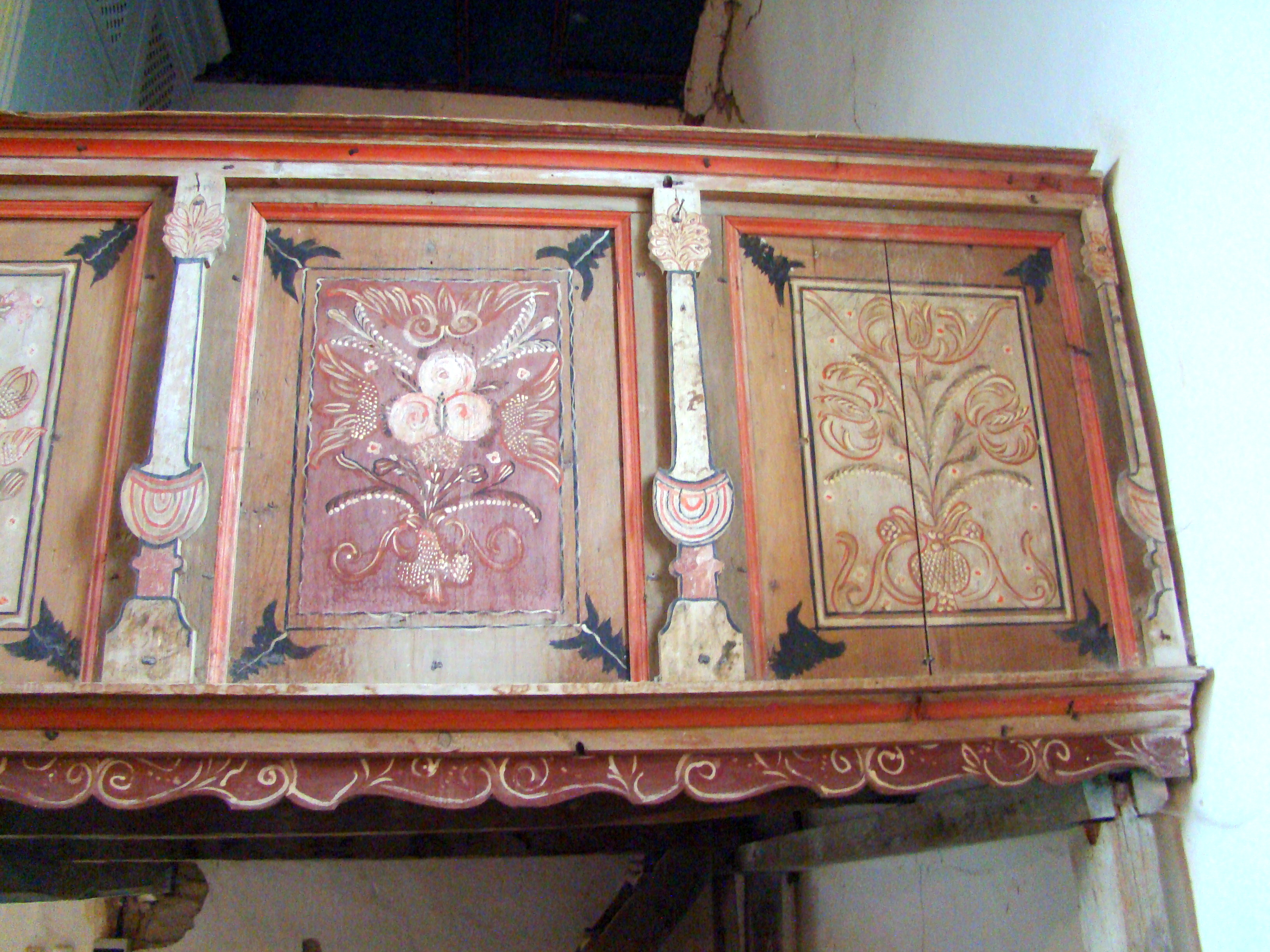
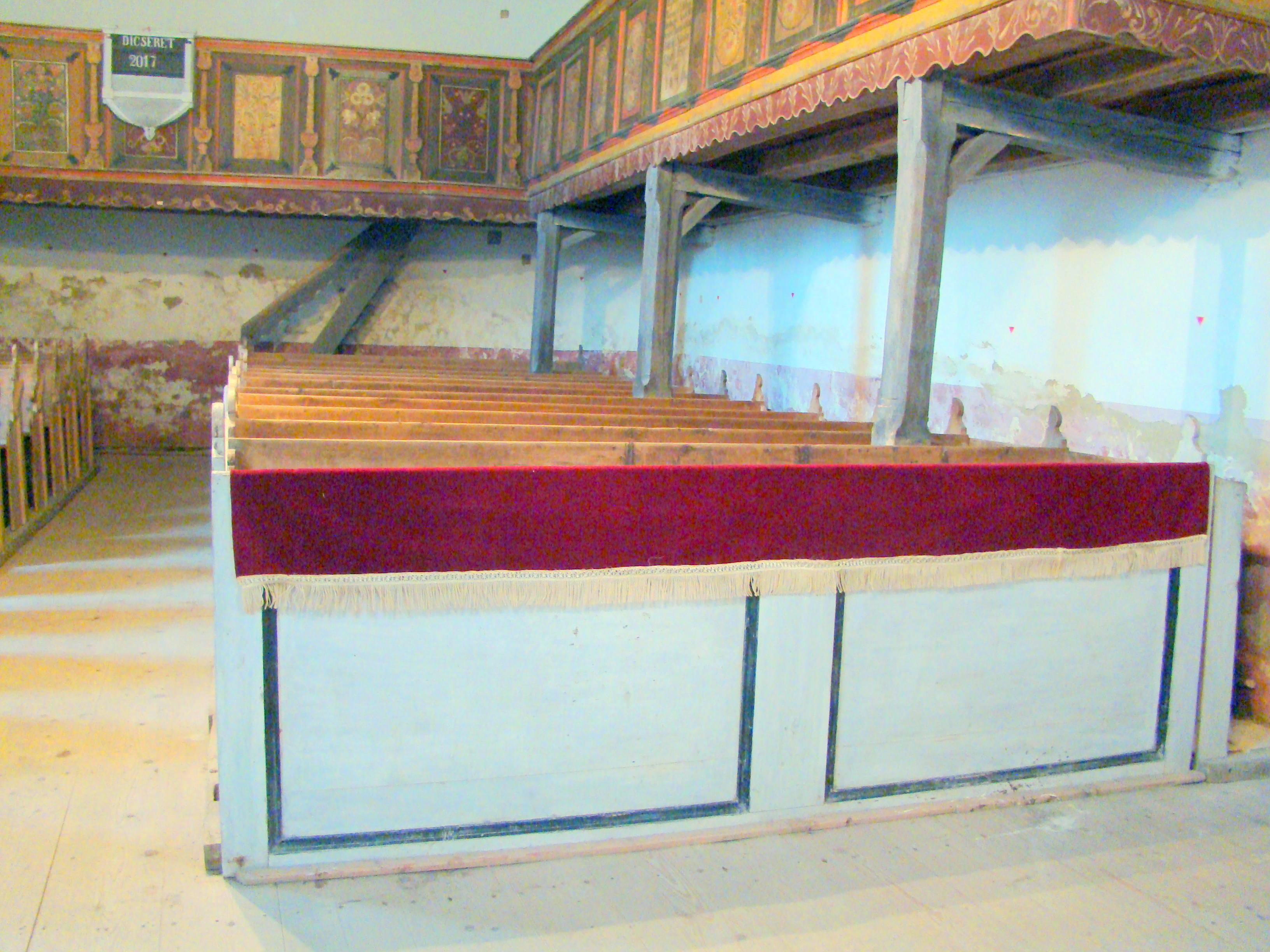
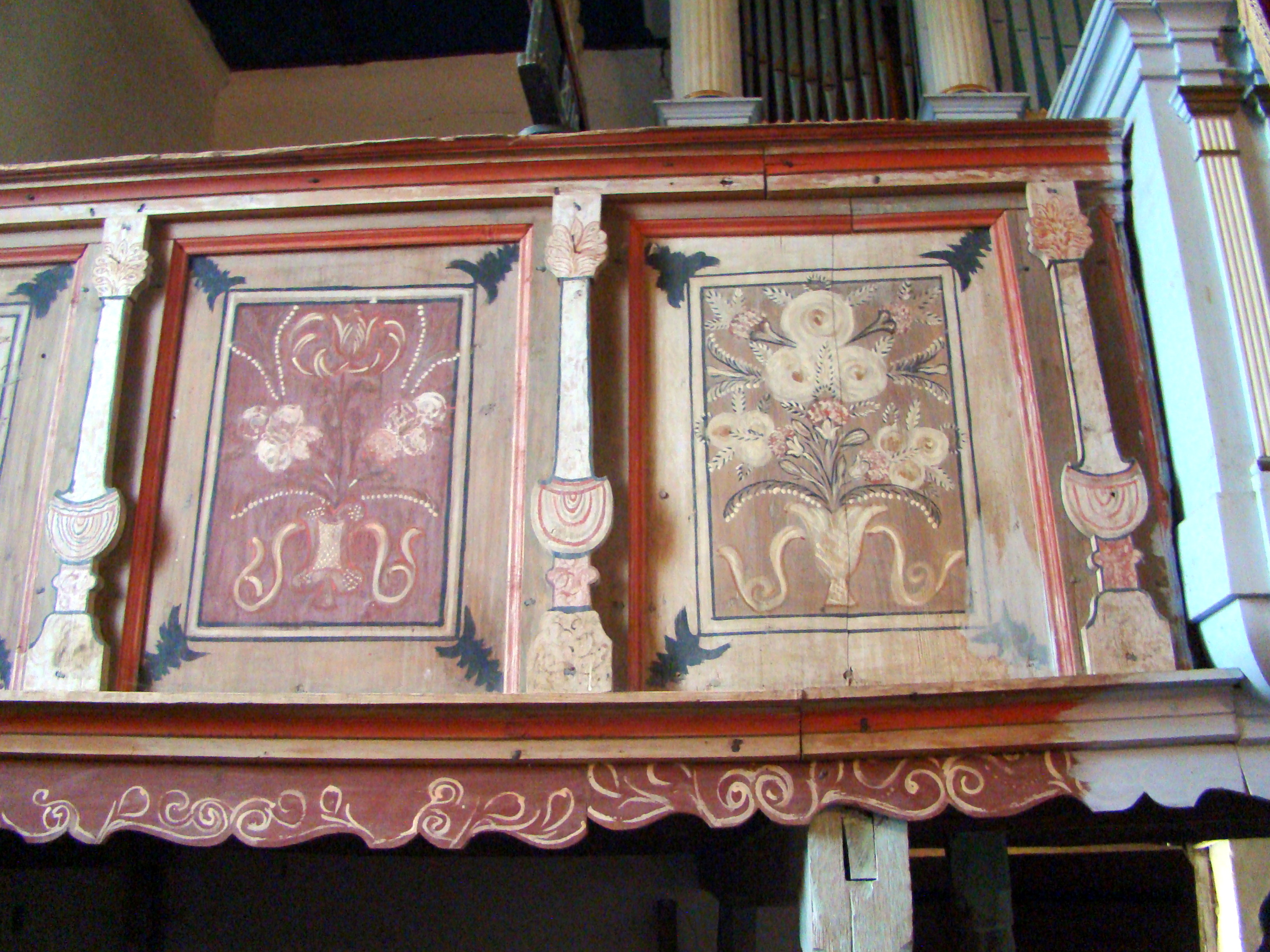
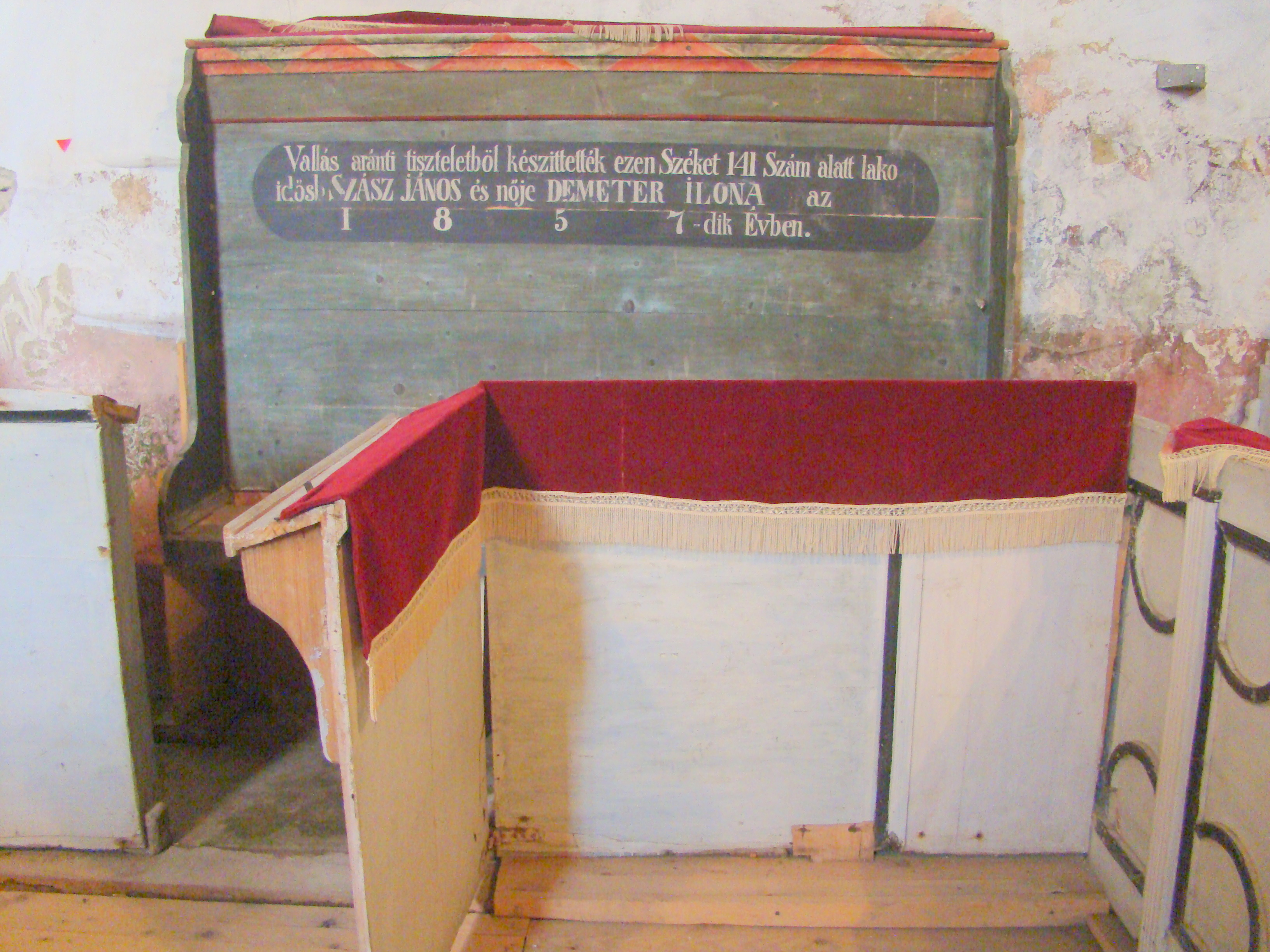
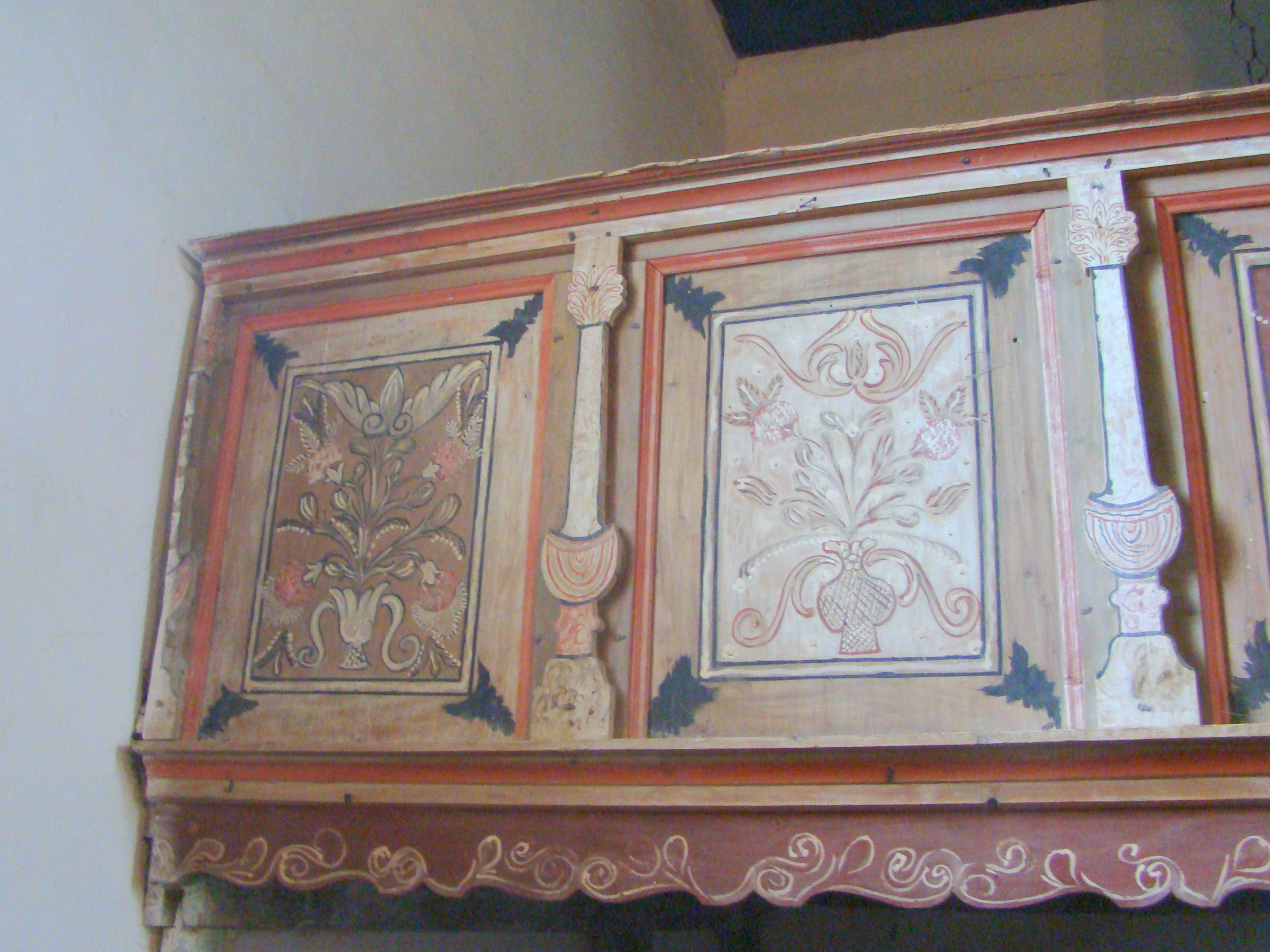
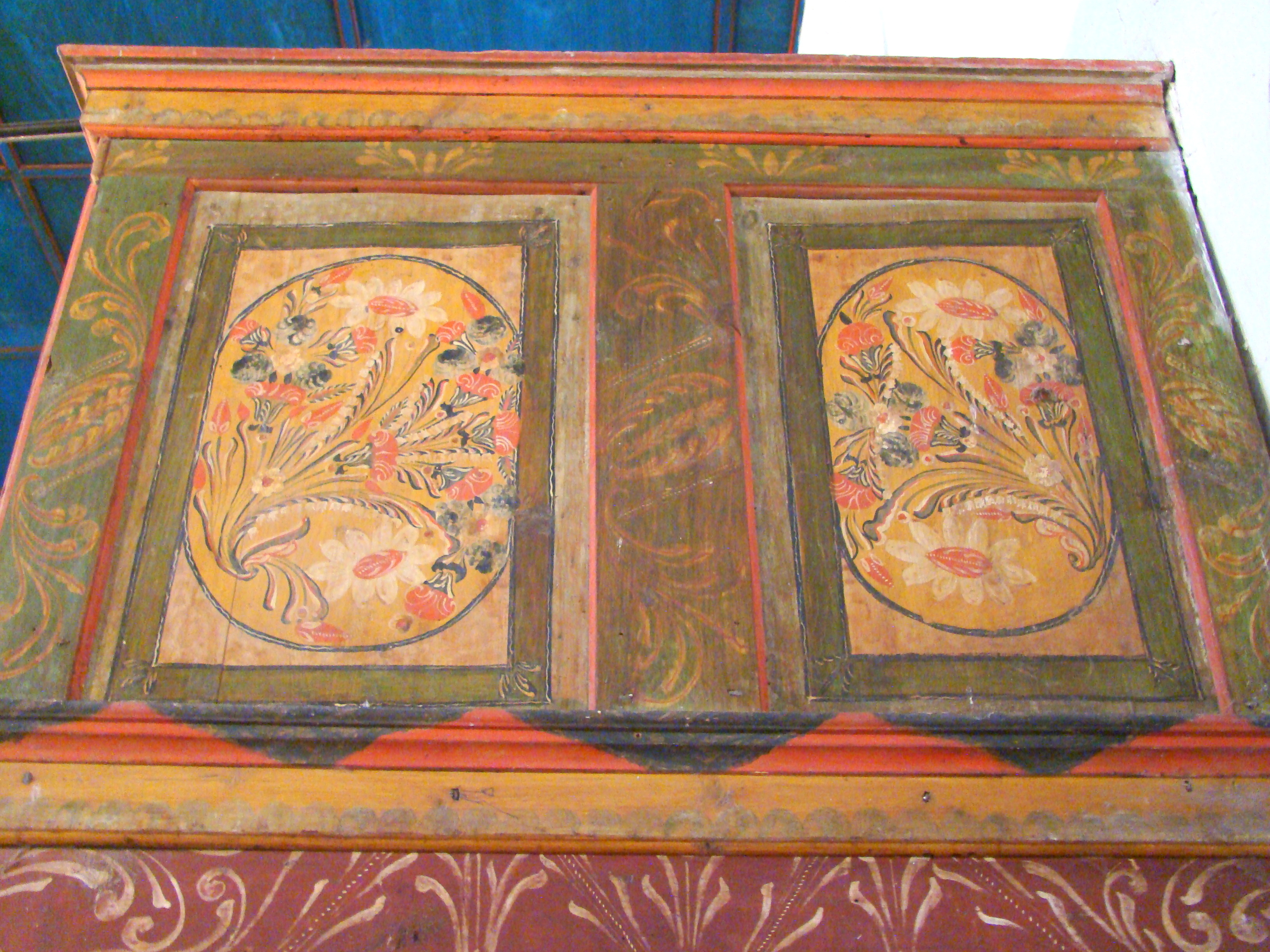
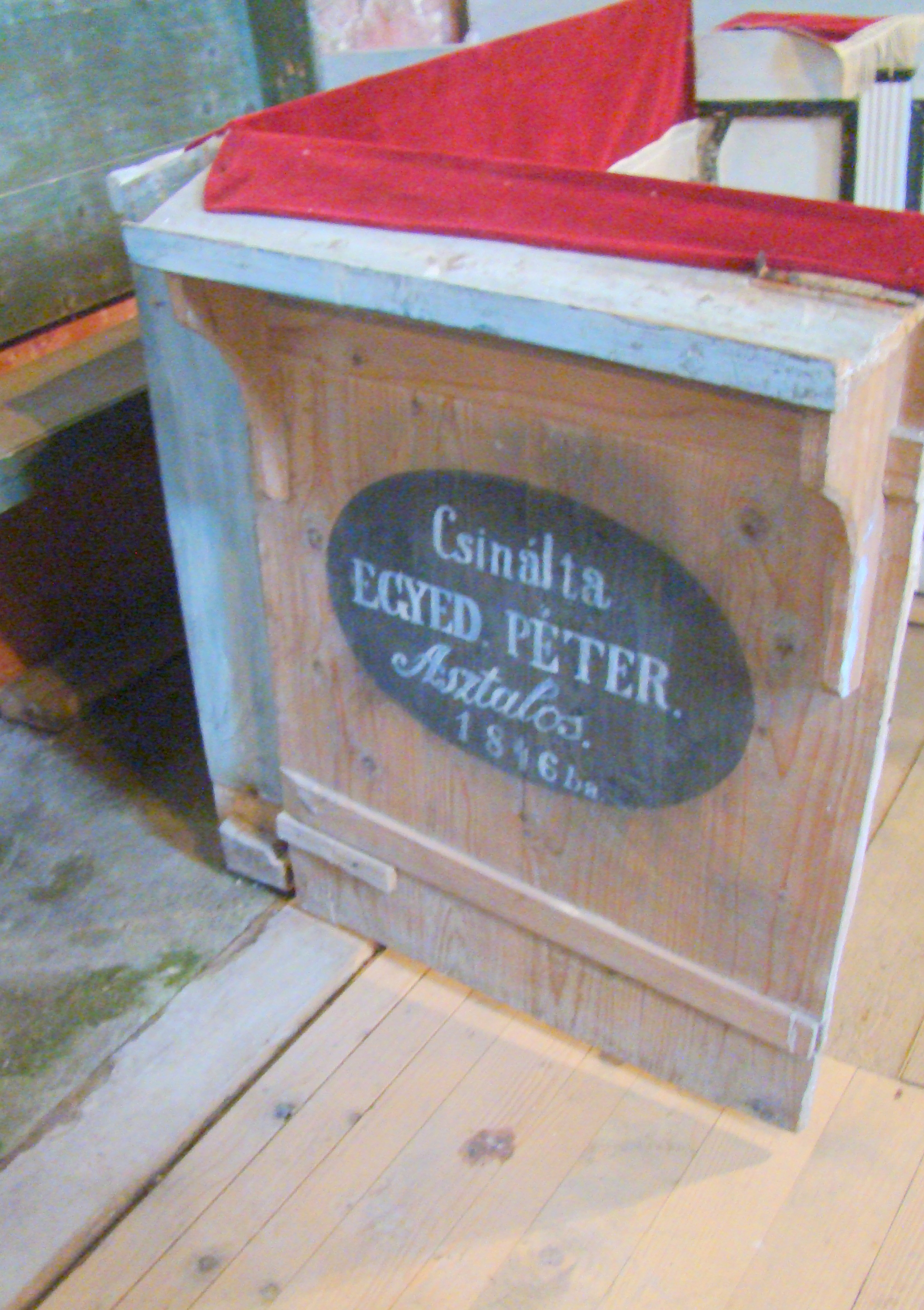
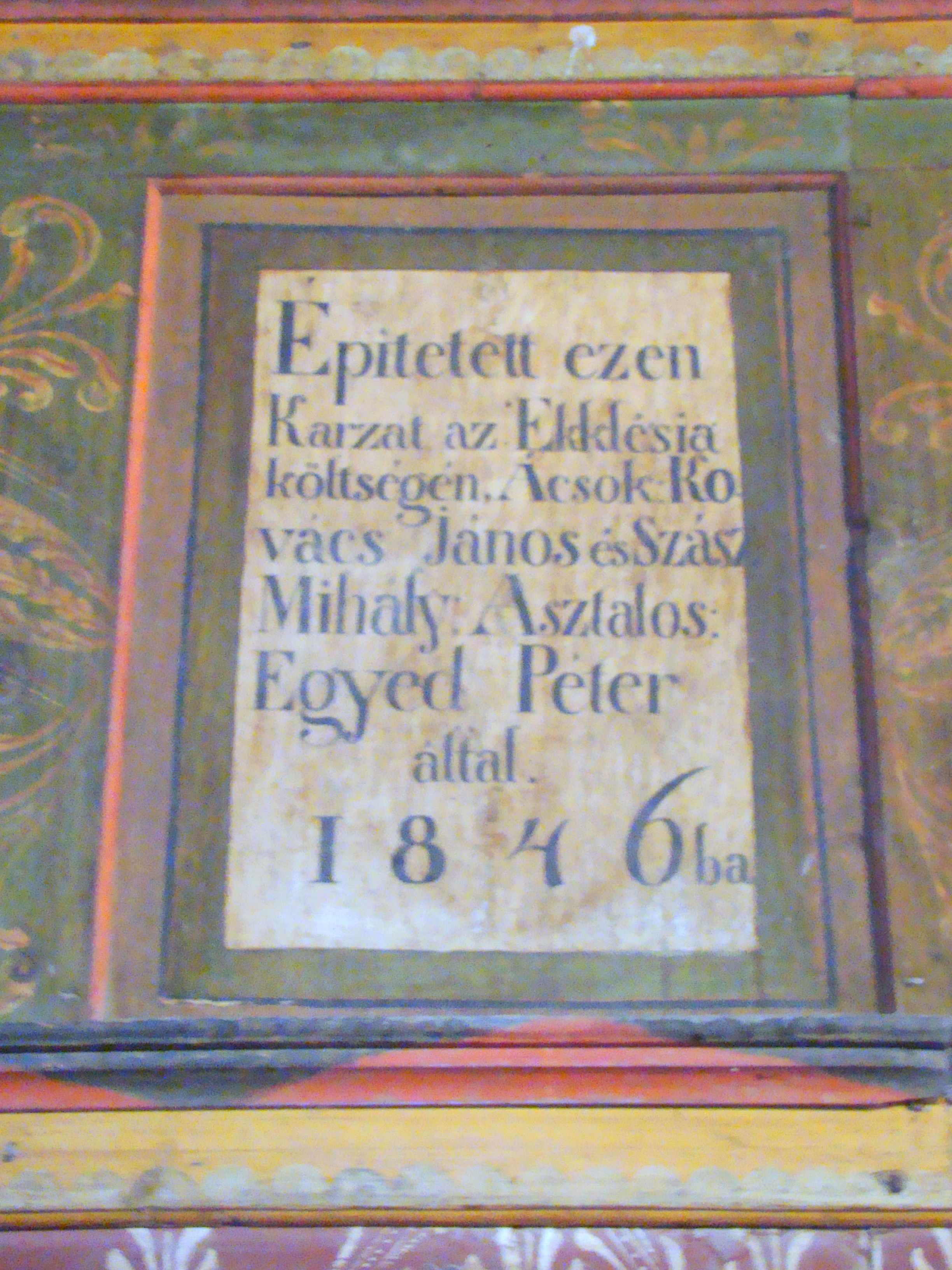
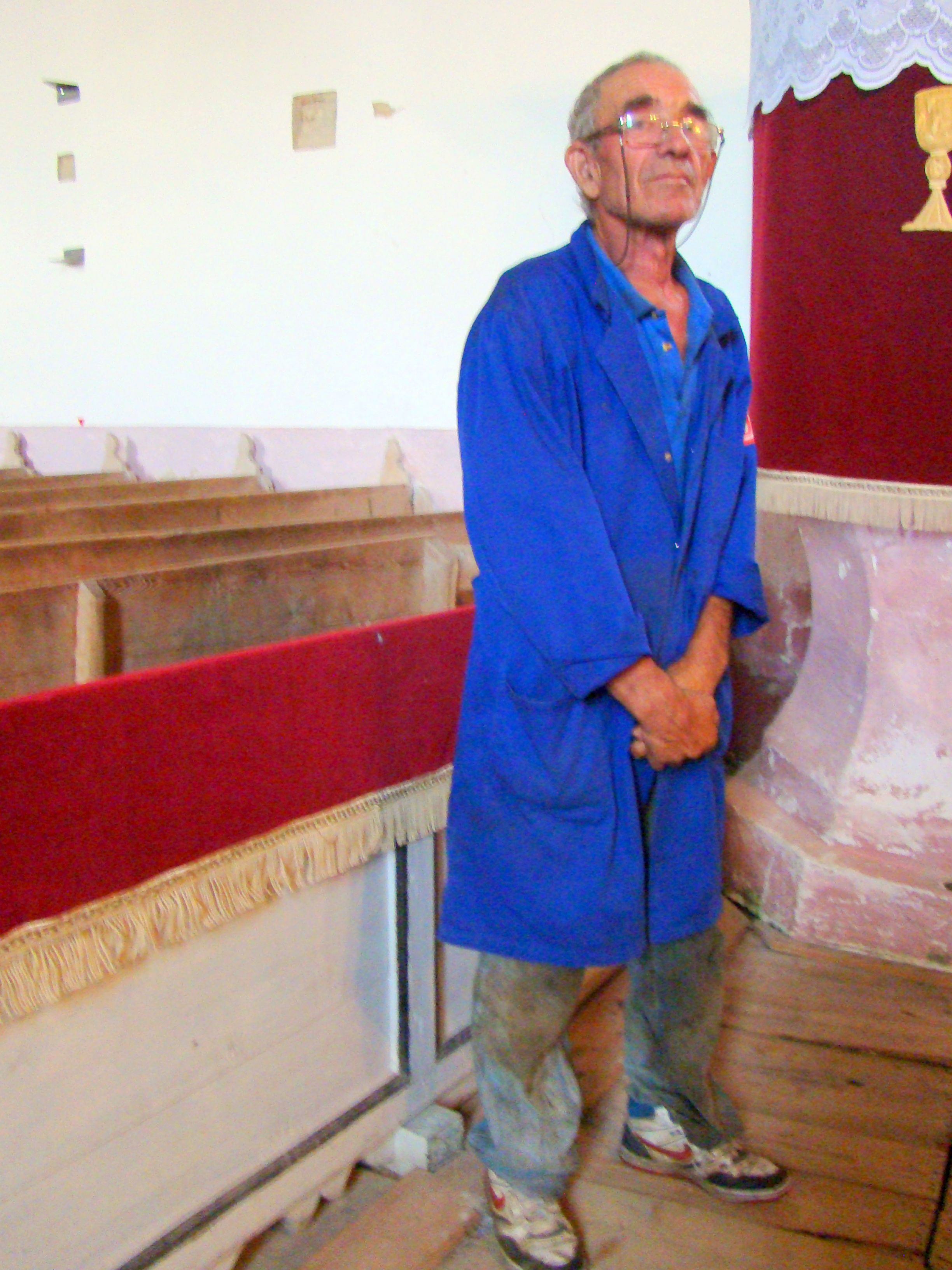
Curatorul bisericii reformate fortificate din satul Cobor: Szász József
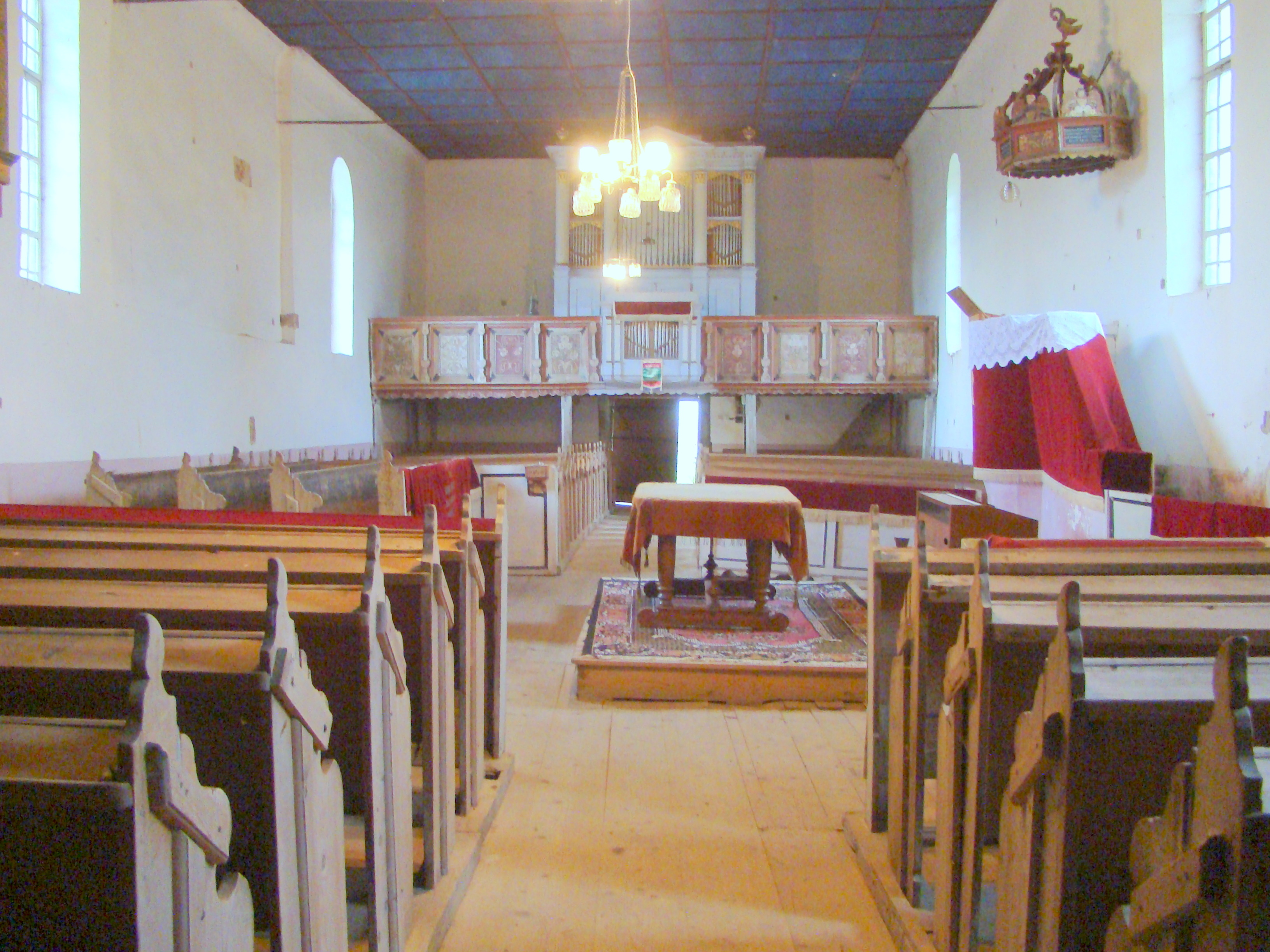